# Intrigue et narration dans Histoire de Tom Jones, enfant trouvé
Pour l’article homonyme, voir Tom Jones.
L'intrigue de Histoire de Tom Jones, enfant trouvé, (The History of Tom Jones, a Foundling en anglais), abrégé en Tom Jones, roman de Henry Fielding paru en 1749, est à la fois linéaire puisqu'elle prend les événements dès leur début et les conduit à leur dénouement, et complexe, car s'y mêlent des retours en arrière, des histoires intercalées et beaucoup de digressions. Il est parfois difficile d'y reconnaître la voix qui raconte l'histoire, celle du narrateur omniscient, ou celle de l'auteur qui le manipule, ou encore celle des personnages auxquels est, quoique rarement, donné l'occasion de prendre directement la parole, du moins pour un bref instant, car Fielding a tôt fait de reprendre le fil du discours pour remettre les choses au point et se livrer à un petit jeu d'aparté avec le lecteur.
D'ailleurs, il semble que le narrateur revête plusieurs identités, tantôt à l'égal de son créateur en culture et en acuité intellectuelle, tantôt moins éveillé et se contentant d'expédier les affaires courantes. À chacun de ces dédoublements correspond une variété de lecteur, l'un balourd et auquel il faut mâcher la besogne, l'autre, plus alerte et perceptif, comprenant aussitôt le sens des tournures employées, le ton prévalant, les allusions furtives, tout cela à l'unisson de l'auteur avec lequel s'établit une sorte de communion silencieuse, sans qu'il y ait besoin d'explications, comme il attire parfois avec son homologue moins déluré.
Si bien qu'à la lecture, il est loisible d'avoir l'impression d'un roman qui se fabrique ici et maintenant, sous les yeux de l'imagination personnelle, et aussi, par une participation pourtant passive, de contribuer quelque peu à cette élaboration.

## Résumé de l'histoire
Le distingué seigneur de campagne, le squire Allworthy vit dans son manoir du Somersetshire avec sa sœur restée célibataire, Miss Bridget Allworthy.

### Le Somersetshire

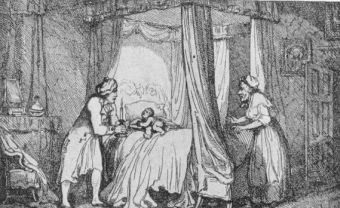
Le squire découvre un bébé dans son lit et décide de le garder, illustration originale de Wheelright Rowland.

Revenant un soir de Londres, il découvre, niché dans son lit, un nourrisson de sexe masculin qu'il confie aussitôt à sa sœur. Dès le lendemain, il s'enquiert des parents de cet enfant trouvé et ses recherches le conduisent jusqu'à une jeune femme du village appelée Jenny Jones qui aurait été séduite par son précepteur, un homme marié, un certain Mr Partridge. En sa qualité de juge de paix (en) , Allworthy exile Jenny hors du comté, comme l'a été peu auparavant le sieur Adam Partridge, obligé de partir de son plein gré.

### La décision du squire
Malgré les critiques formulées par les autorités et les membres de sa paroisse, Allworthy décide de garder l'enfant et de l'élever comme s'il était son fils. Peu après, sa sœur Bridget épouse le capitaine Blifil, hôte de son frère, puis donne naissance à un fils qui reste, tout au long du roman, Master Blifil, sans prénom. La présence de Tom Jones suscite la jalousie du capitaine qui espère que son fils sera le seul héritier du squire, préoccupation qui atteint un tel paroxysme que le pauvre homme, alors qu'il est plongé dans ses pensées sur l'avenir financier de sa progéniture, meurt d'une crise d'apoplexie.

#### Un flashback de douze années
Le narrateur fait alors un bond dans le passé de douze années. Blifil et Tom Jones ont été élevés ensemble, mais n'ont pas été traités de la même façon par les membres de la maisonnée. La seule personne à témoigner de l'affection envers Tom est Allworthy. Les deux précepteurs des jeunes gens, le philosophe Square et le révérend Twackum, n'ont que mépris pour lui, car si Blifil se montre d'une piété exemplaire, Tom fait preuve d'une indépendance d'esprit et d'un comportement incontrôlables. Par exemple, il vole souvent des pommes et même des canards pour les donner à la famille de Black George Seagrim, l'un des domestiques du squire. Tom, dans sa naïveté, confie tous ses secrets à Blifil qui s'empresse de les rapporter aux précepteurs, ce qui attire beaucoup d'ennuis au pauvre garçon. Mais les paroissiens, témoins de ses bontés envers la famille de George, commencent à le prendre en amitié, lui parlent gentiment tout en blâmant la mesquinerie hypocrite de Blifil.

##### Tom commet quelques frasques mais rencontre Sophia Western

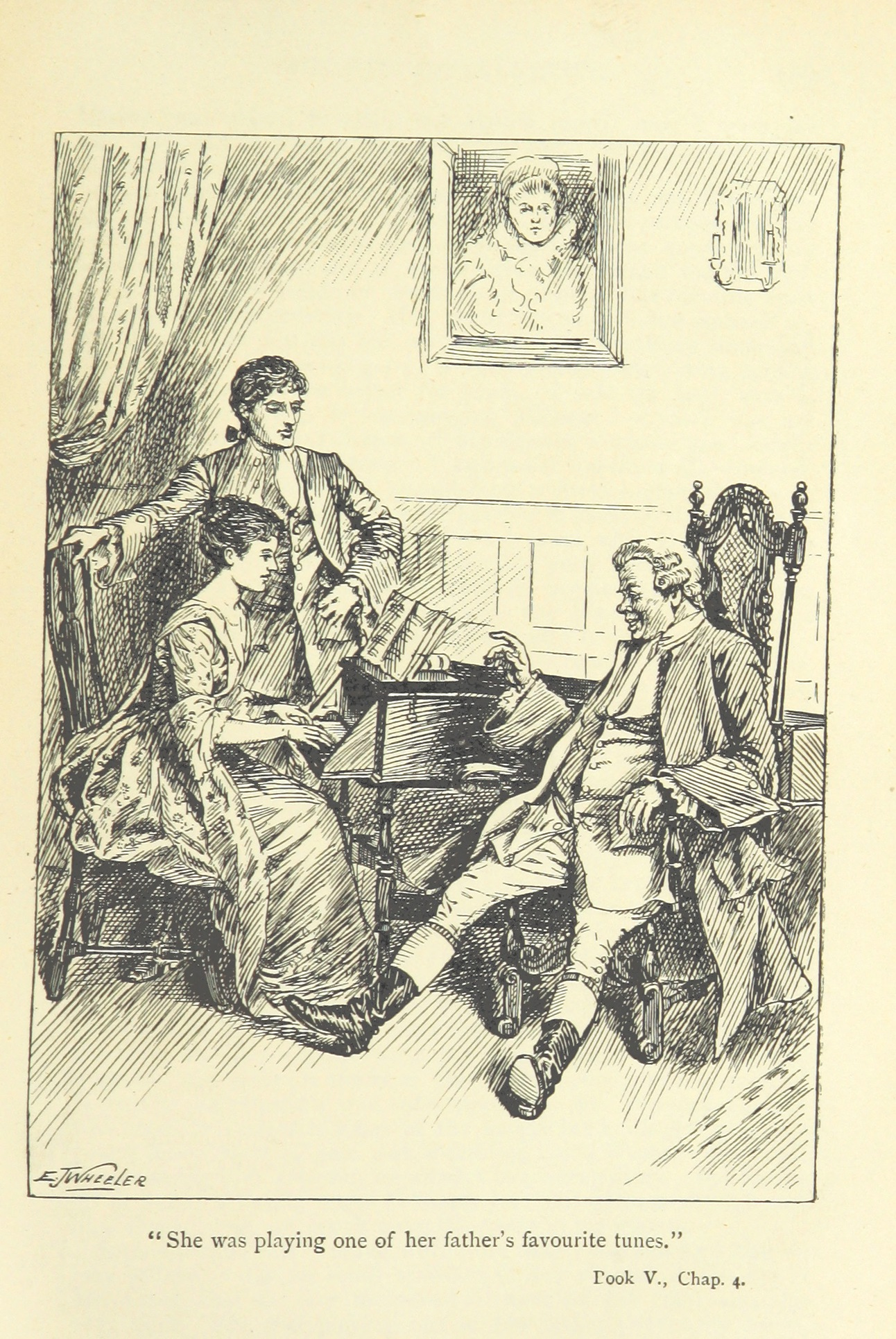
Sophia joue du clavecin pour son père (livre V chapitre 4). Texte de la légende : Elle jouait l'un des airs favoris de son père (She was playing one of her father's favorite tune), par George Henry Townsend, 1895

Tom passe la plus grande partie de son temps avec Squire Western, voisin d'Allworthy, qui admire son caractère enjoué et entreprenant. La fille du squire, Sophia Western, s'éprend passionnément de Tom qui, de son côté, courtise Molly Seagrim, la fille de Black George, aussi délurée qu'elle est pauvre. Lorsqu'elle tombe enceinte, Tom intercède en sa faveur auprès d'Allworthy pour lui éviter la prison en reconnaissant qu'il est le père de l'enfant qu'elle porte. Cependant, d'abord insensible aux charmes de Sophia, Tom se prend à l'aimer follement et commence à regretter ses liens avec Molly, que, par honneur, il continue de fréquenter. Mais il apprend qu'elle a entretenu d'autres liaisons et qu'en définitive, il n'est pas le géniteur du bébé. Cette révélation lui permet de rompre avec la jeune femme et de confier à Sophia les doux sentiments qu'il lui porte.

#### Tom se dévoue au chevet du squire, mais poursuit ses frasques
Squire Allworthy souffre d'une grave maladie et convoque les membres de sa famille et ses amis à son chevet. Il lit à haute voix son testament qui laisse la plus grande partie de ses biens à Blifil, mais dote aussi Tom assez généreusement, au grand dam de Square et Thackum, qui ne recevront que 1 000 £ chacun,. La maladie du squire émeut profondément Tom qui ne quitte pratiquement plus son chevet. Arrive soudain un avocat, Mr Dowling, qui annonce la triste nouvelle, totalement inattendue, du décès de Mrs Blifil, l'ex Miss Bridget Allworthy. Mais le docteur fait savoir, à peu près en même temps, que la vie du squire n'est plus en danger, et Tom exulte, célébrant l'heureuse nouvelle en s'enivrant plus que de raison. Blifil le traite alors de « salaud » (bastard), la pire insulte qui soit, sur quoi Tom prend sa revanche et le bastonne allègrement. Puis, après avoir juré éternelle fidélité à Sophia, il rencontre fortuitement Molly et passe la nuit dans son lit.

#### Arrivée de Mrs Western chez son frère
Mrs Western, sœur restée célibataire du squire, chez qui Sophia a passé la plus grande partie de sa jeunesse, vient résider chez lui. Si les disputes ne sont pas rares entre eux, au moins s'entendent-ils parfaitement sur la mise en œuvre du plan qu'a conçu Mrs Western pour marier Sophie à Blifil. Il convient d'abord que Tom ignore tout des sentiments de la jeune fille à son endroit, ce à quoi s'engage Mrs Western, au moins jusqu'à ce que Sophie se range à leur avis et en arrive à préférer le fiancé qui lui est destiné. Il faut ensuite que Blifil commence sa cour avec tact et élégance. Persuadé qu'il est en route vers le succès, Blifil vante si bien ses prouesses au squire Western que ce dernier se convainc que la partie est gagnée et se met à croire que le cœur de sa fille a basculé en faveur de son champion. Tout naturellement confiant en l'issue des événements, il s'en ouvre à Sophia qui, à sa grande surprise, rejette cette proposition avec la plus farouche détermination, tant et si bien que le squire s'emporte et se fait violent.
Entretemps, Blifil a rapporté à Squire Allworthy tout le mal qu'il pense de Tom, un voyou, selon lui, adonné à la boisson et menant une vie dissolue jusque dans sa demeure. Sous le coup de la colère, le squire le bannit hors du comté. Bien que fort marri de devoir quitter Sophia, Tom n'a d'autre choix que de s'exécuter tout en se jurant de s'amender.

### La route

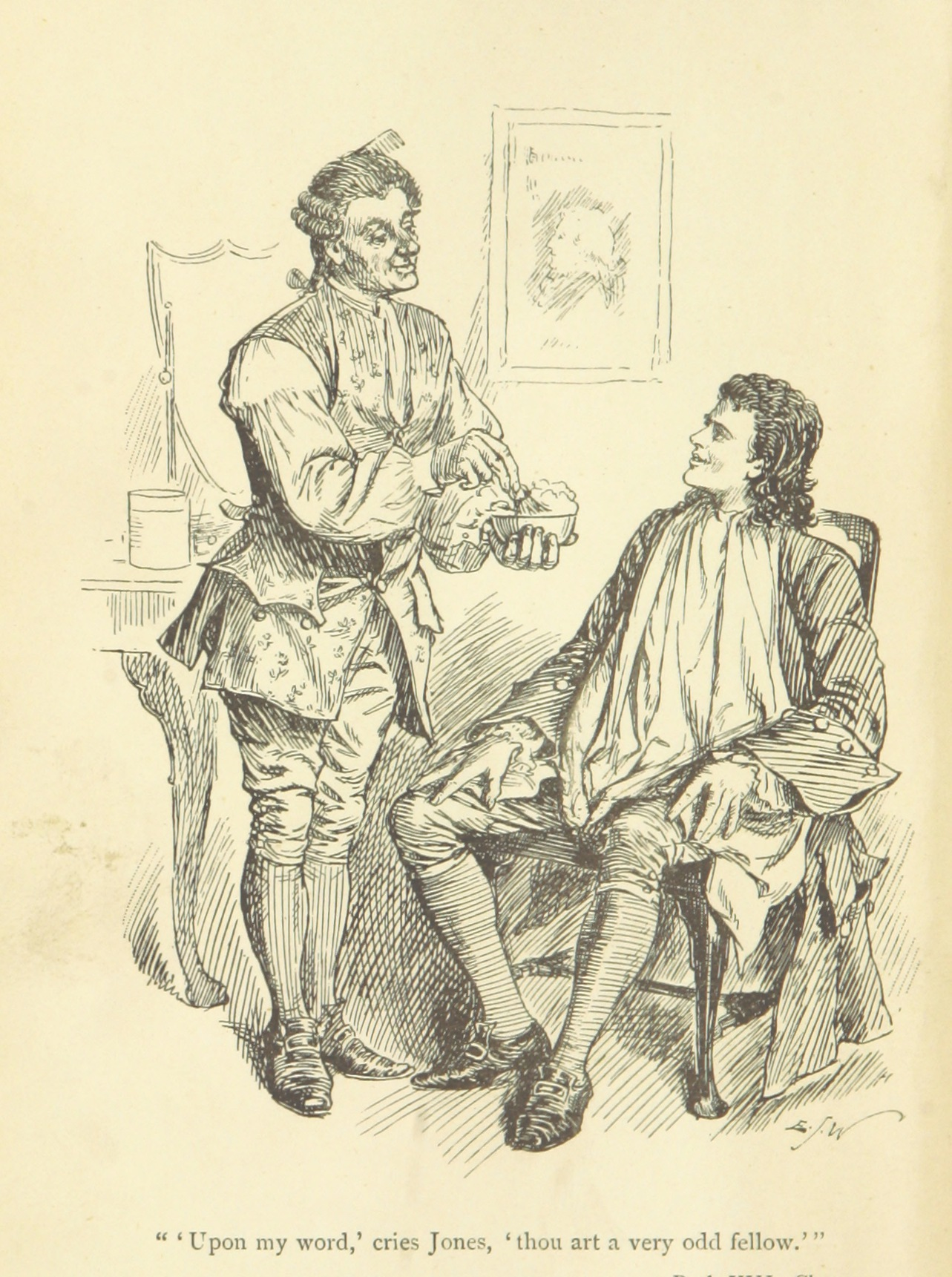
Rencontre de Tom et de Partridge (VIII, VI), (George Henry Townsend), 1895
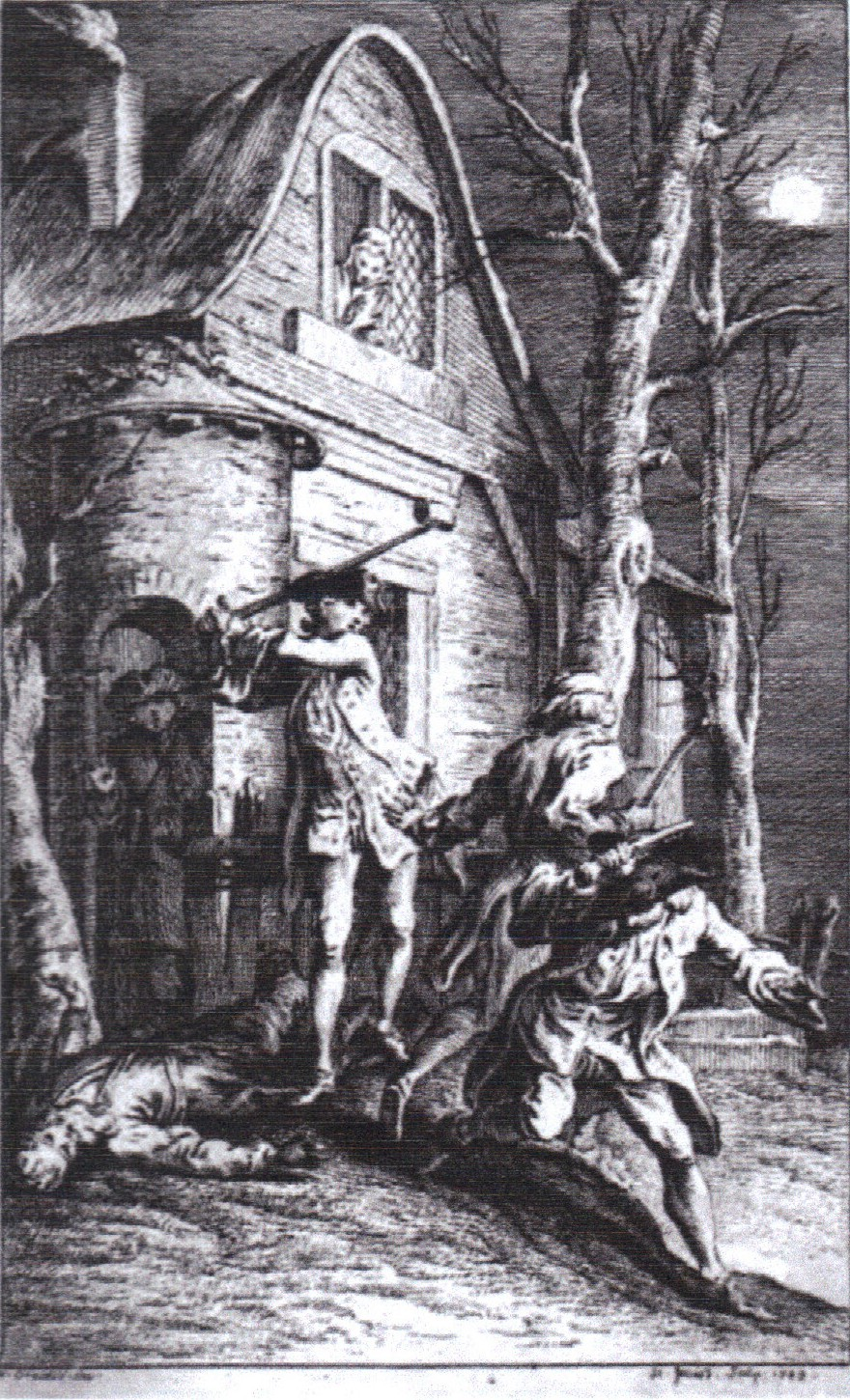
Tom secourt le vieil homme de la colline (Hubert-François Gravelot).
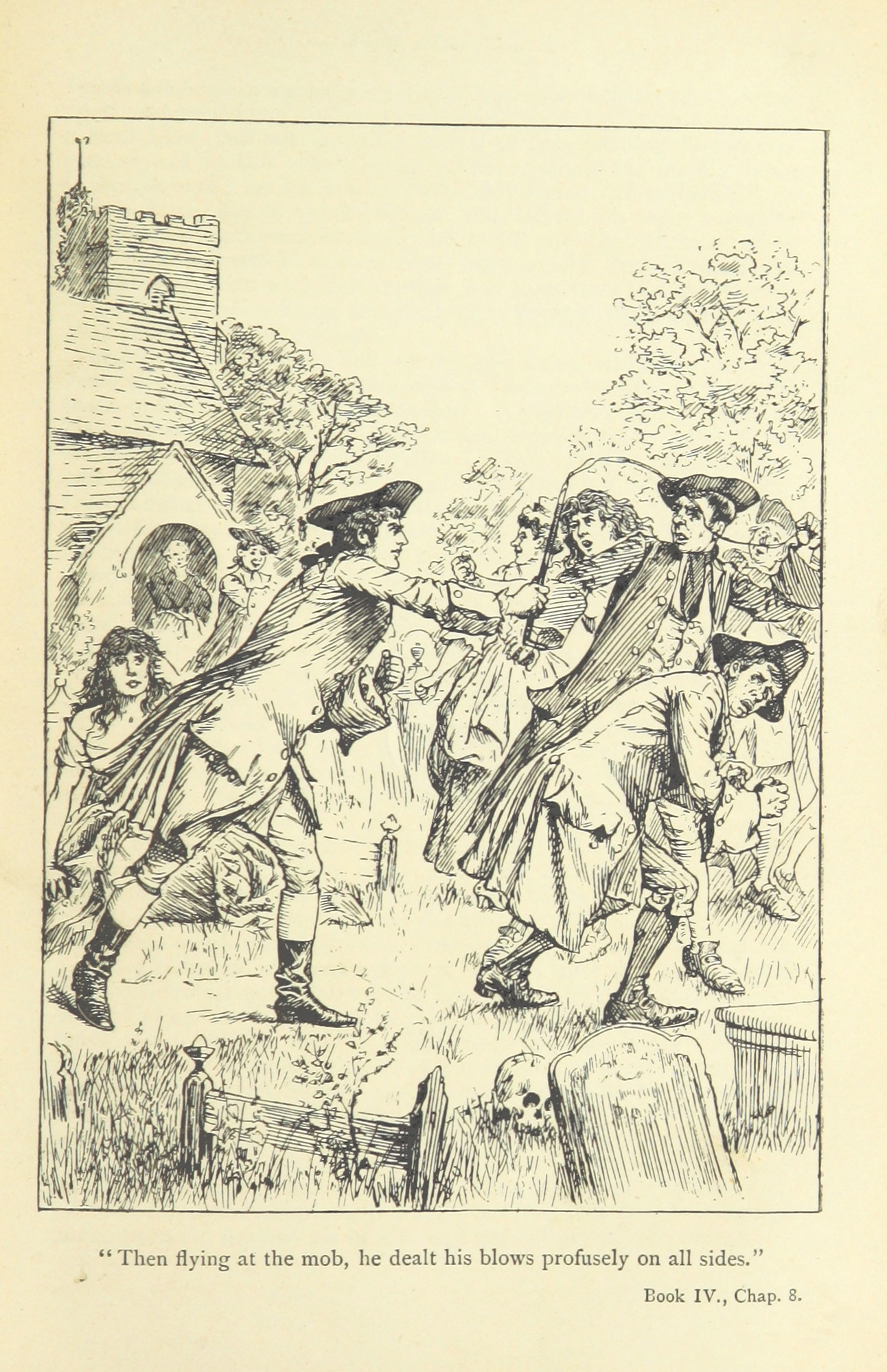
Tom prenant la défense de Molly Seagrim attaquée par la foule (IV,viii) (George Henry Townsend, 1895
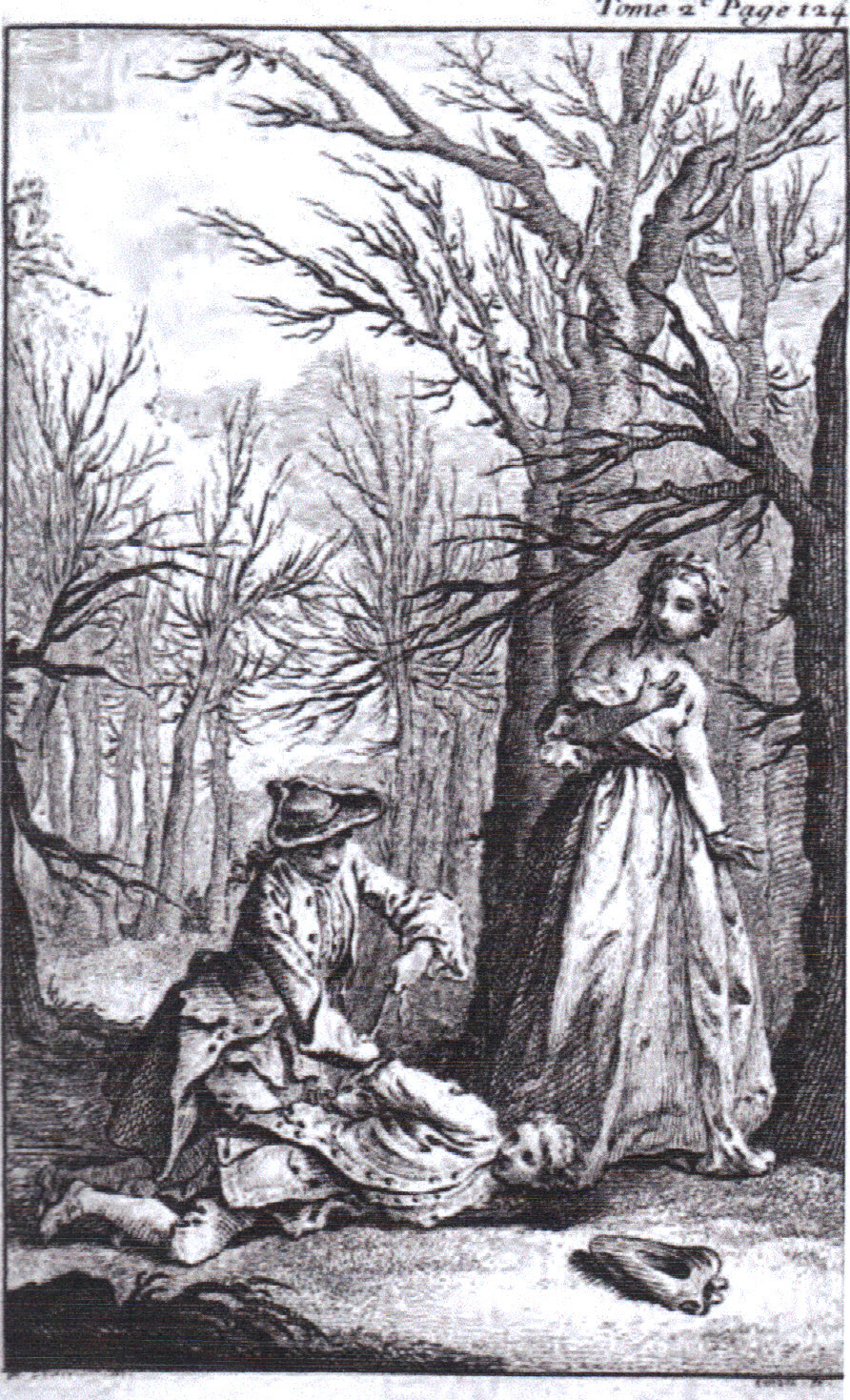
Tom sauve Mrs Waters des entreprises de l'Enseigne Northerton (Hubert-François Gravelot)

Ainsi Tom se trouve jeté sans but sur la route et commence ses longues pérégrinations. Du Somerset, le voici parvenu à Bristol, car il songe vaguement à s'embarquer, puis ses pas le conduiront vers la capitale.

#### Rencontre avec Partridge
À Bristol, il rencontre une vieille connaissance, Partridge, désormais un barbier se faisant appeler « Petit Benjamin », qui voit là d'abord l'opportunité de se concilier à nouveau les faveurs du squire ; mais bientôt s'établit entre les deux hommes une réelle amitié qui ne se délitera jamais. Du coup, Partridge se met au service de Tom et le voyage se poursuit de concert. Au hasard d'une étape, Tom secourt un vieil original (the Man of the Hill) qui vit à Mazard Hill, puis est témoin, non loin, de l'agression perpétrée contre une femme, une certaine Mrs Waters ; il vole aussitôt à son secours, puis entreprend sans attendre de la séduire, ce qui se termine, après quelques démêlés avec les aubergistes, par une soirée idyllique au relais de poste d'Upton.

#### Sophia Western est en route pour Londres
Entretemps, pour échapper au mariage qui lui fait horreur, Sophia a fui le Somertshire avec sa fidèle suivante, Mrs Honour. Désireuse de se rendre à Londres, elle préfère éviter la route directe, sans savoir qu'elle suit la même que Tom ; la voici qui fait étape à Upton dans l'auberge où Tom s'ébat en compagnie de Mrs Waters. Profitant d'une de ses absences, elle dépose son manchon sur son lit avant de repartir. Lorsque Tom le découvre, il le reconnaît aussitôt et se lance dans une course poursuite échevelée pour retrouver sa bien-aimée. Bientôt, l'auberge accueille l'Irlandais Fitzpatrick en quête de sa femme et Squire Western parti à la recherche de sa fille.

#### Fitzpatrick et Nancy Miller

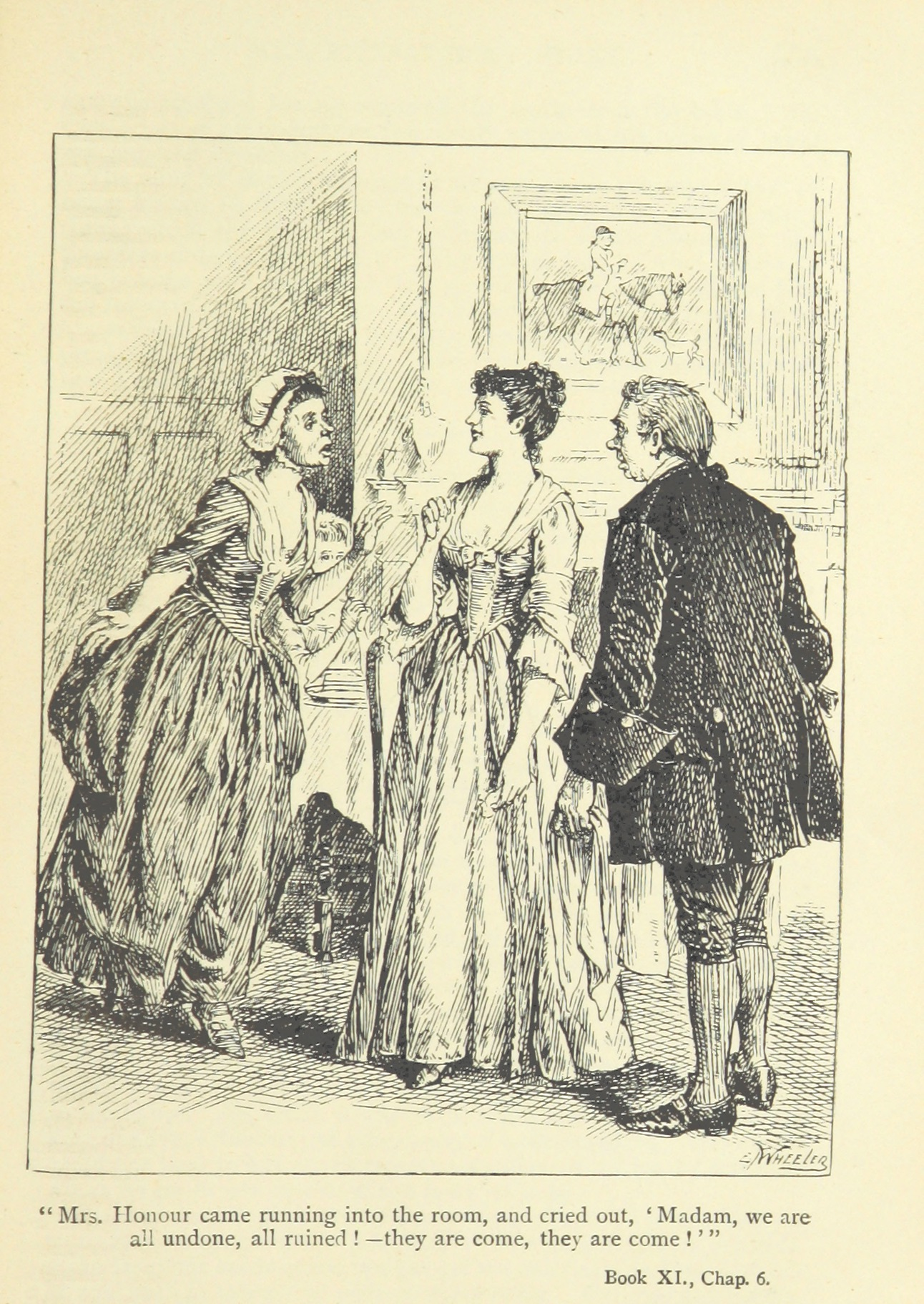
Mrs Honour annonçant à Sophie l'arrivée des Français, alliés des jacobites, à l'auberge d'Upton (livre XI chapitre 6). Texte de la légende : Mrs Honour accourut dans la pièce, criant : « Madame, nous sommes perdues ! ils sont arrivés, ils sont là ! » (Mrs. Honour came running into the room, and cried out : "Madam, we are all undone, all ruined ! They are come ! They are come !"), par George Henry Townsend, 1895.

Sur la route de Londres, Sophia retrouve sa cousine Harriet, l'épouse de Fitzpatrick, qui lui conte ses malheurs. Arrivée dans la capitale, elle s'installe chez sa parente Lady Bellaston. Peu après, Tom et Partridge, eux aussi parvenus à destination, prennent logis chez Mrs Miller qui a plusieurs filles dont l'une est nommée Nancy. Dans cette pension familiale, se trouve également un jeune homme, Mr Nightingale, avec lequel Tom sympathise et dont il recueille les confidences. Au terme de l'une de leurs discussions, ils parviennent à la conclusion que Nightingale et Nancy s'aiment ; d'ailleurs, la jeune femme tombe bientôt enceinte, sur quoi Tom recommande vivement à son nouvel ami de l'épouser.

#### Lady Bellaston et Sophia
Tout en poursuivant discrètement ses recherches pour retrouver Sophia, Tom devient l'amant de Lady Bellaston. Mais la rencontre tant espérée se produit : Tom et Sophia se sont retrouvés et, pour mettre un terme à sa relation avec Lady Bellaston, le jeune homme, certain qu'elle reculera d'effroi, lui adresse une demande en mariage. Cependant, la dame ne l'entend pas de cette oreille et, pour couper court à l'amour des deux tourtereaux, décide d'employer les grands moyens et dépêche un jeune gentleman, Lord Fellamar, avec mission de violenter Sophia.

#### Arrivée des Western et de Mr Allworthy

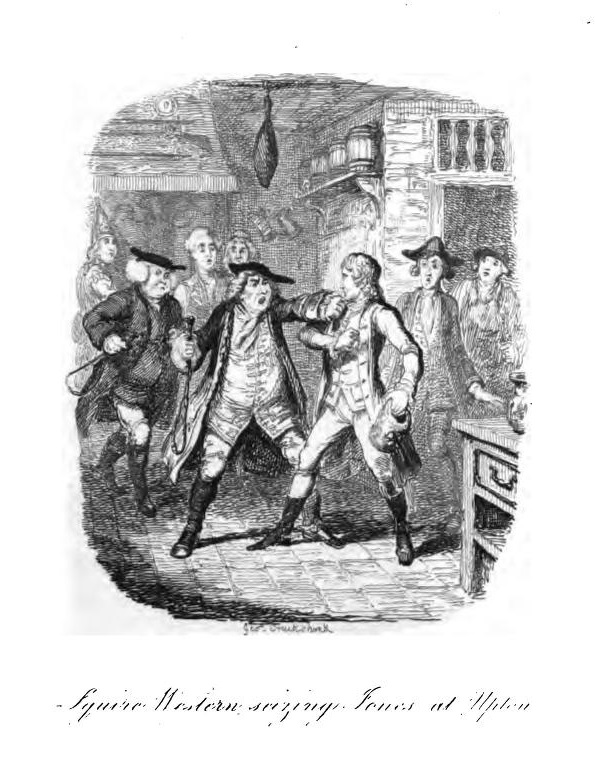
Squire Western essayant d'agripper Tom à Upton.

Bientôt Squire Western, Mrs Western, Blifil et Mr Allsworthy se présentent à Londres. Western a vite fait de découvrir sa fille qu'il enferme dans sa chambre. Mr Fitzpatrick, convaincu que Tom est l'amant de sa femme, le provoque en duel. Tom ne fait que se défendre mais blesse malencontreusement son adversaire, ce qui lui vaut d'être arrêté et jeté en prison. Partridge lui rend visite dans sa cellule, porteur d'une terrifiante nouvelle : Mrs Waters n'est autre que Jenny Jones, sa propre mère. Mrs Waters, de son côté, rencontre Allworthy et lui explique que Fitzpatrick n'est pas mort et a avoué avoir été l'instigateur du duel, ajoutant qu'un homme de loi, agissant pour le compte d'un gentleman inconnu, lui a proposé de comploter contre Tom. Allworthy découvre que cet homme de loi est en fait Mr Dowling, maintenant son régisseur, et apprend de lui que ce mystérieux gentleman n'est autre que Blifil. Il découvre par la même occasion l'existence de la lettre révélant la filiation de Tom, écrite par Mrs Blifil sur son lit de mort, que Dowling avait confiée à Blifil, le squire étant malade. Scandalisé, refusant d'adresser la parole à « un tel scélérat », Allworthyl charge Tom de lui signifier son bannissement, mais Tom a pitié de lui et lui promet son aide. En outre, le squire, toujours généreux, lui octroiera finalement une pension annuelle de 200 £.

### Les révélations et la conclusion
Mrs Waters a d'autres révélations à faire, expliquant comment elle et sa mère ont aidé Bridget Allworthy, enceinte d'un dénommé Summer, décédé peu après. Square envoie une lettre pour faire savoir le dévouement sans faille que Tom a montré pendant la maladie du squire, et qu'il n'a jamais failli à l'honneur. Allworthy, ému de tant de révélations l'accueille avec chaleur, maintenant innocenté et libéré de prison, et qu'il reconnaît désormais comme son neveu. Mrs Miller explique à Sophia pourquoi Tom a proposé le mariage à Lady Bellaston, ce qui rassure la jeune fille. Tom est devenu le seul héritier de Squire Allworthy, circonstance qui le rend, aux yeux de squire Western, éminemment éligible au mariage avec sa fille, qu'il encourage aussitôt avec le plus grand empressement.
Sophia commence par reprocher vertement à Tom la dissipation de sa conduite, puis donnant libre cours à ses sentiments, consent à l'union. Les épousailles sont rapidement célébrées et le roman se termine sur le tableau enchanteur d'une famille heureuse, avec deux enfants semant la joie dans la grande demeure du Somersetshire, tout près de Nightinghale et de Nancy. Partridge reçoit une pension pour fonder une nouvelle école et épouse Molly Seagrim. Il va de soi que le jeune couple du manoir poursuit les largesses du squire et se montre aussi attentionné que généreux envers les villageois qu'il a pu l'être lui-même.

### Une intrigue très structurée
Tom Jones présente une intrigue très méticuleusement bâtie, reflétant la foi partagée au XVIIIe siècle en un monde strictement ordonné. Toutefois, ce n'est pas cet aspect du roman qu'en retiennent d'abord les critiques, plus occupés à le blâmer qu'à en célébrer les mérites.

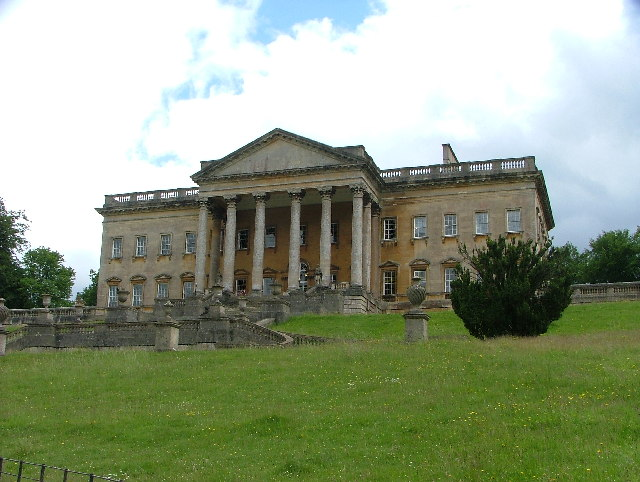
Prior Park House, le manoir de style palladien de Ralph Allen à Bath pourrait avoir servi de modèle à Paradise Hall.

Beaucoup, et pas seulement ceux qui fréquentent les cercles de Richardson, condamnent le livre pour ce qu'ils appellent sa « grossièreté » et son « immoralité ». Par exemple, en mai 1749, paraît dans la revue Old England, conservatrice (tory) il est vrai, le commentaire : « que cette histoire bariolée de bâtardise, de fornication et d'adultère soit préjudiciable à la cause de la religion devient évident considérant la somme de ridicule et d'injurieux si copieusement déversée sur les hommes d'Église ». Le Gentleman's Magazine, quoique plus neutre, reproche à Fielding sa « paillardise démagogique ». Samuel Richardson affecte de n'avoir pas lu le roman et rapporte l'opinion d'amis pour qui Tom Jones est une « collection de rêves éveillés à des fins mercenaires et dépravées ». Quant à Orbilius, il se préoccupe entre autres de la structure du roman et écrit que « les digressions et histoires intercalées ne sont rien d'autre que du remplissage destiné à en faire gonfler le prix ».

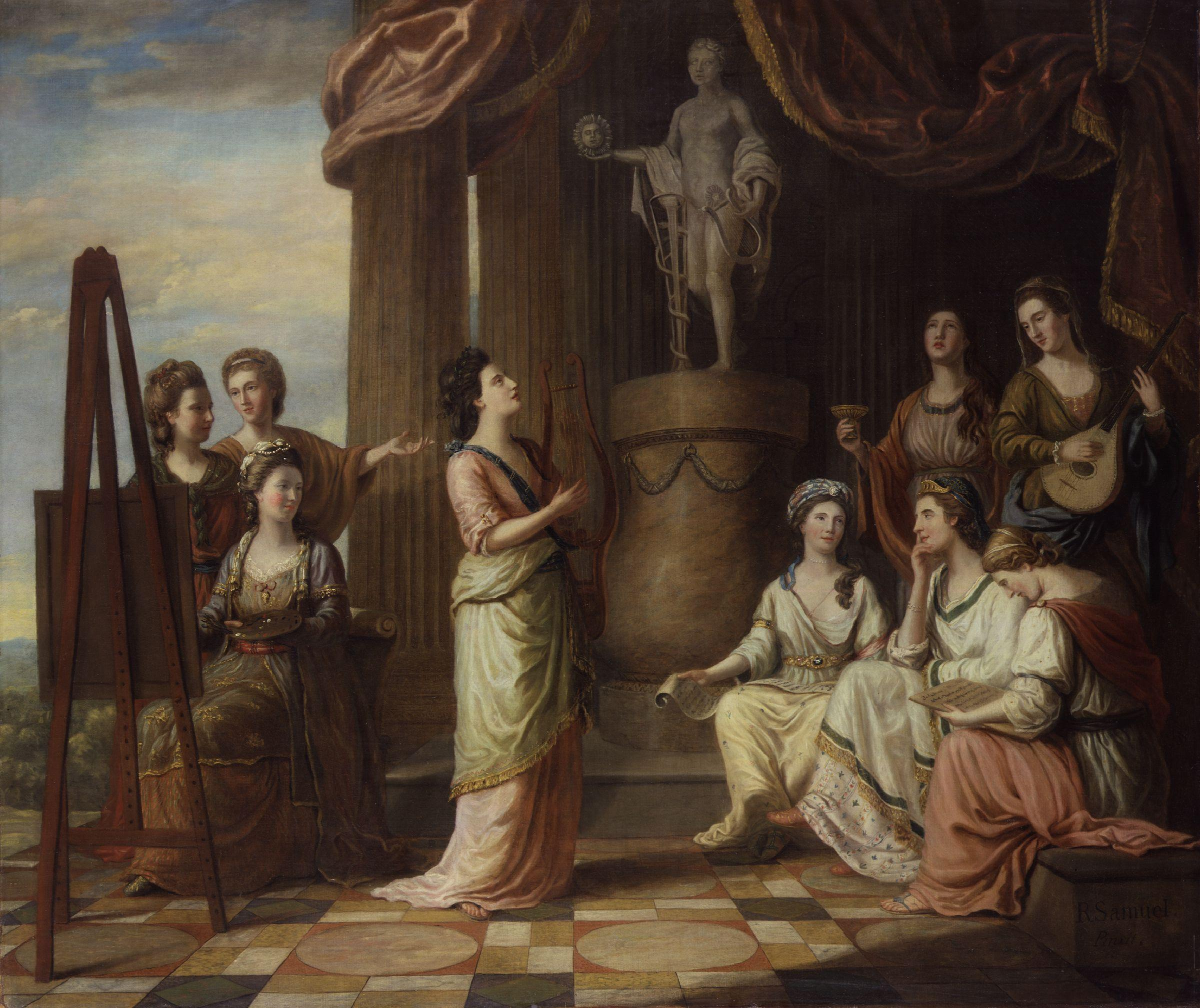
Les Muses au temple d'Apollon, par Richard Samuel (National Portrait Gallery). Portraits d'Elizabeth Carter, d'Angelica Kauffmann, Anna Laetitia Barbauld, de Catharine Macaulay, d'Elizabeth Montagu, d'Elizabeth Griffith, de Hannah More, d'Elizabeth Ann Linley- Sheridan et de Charlotte Lennox.

Cependant, quelques admirateurs se font entendre, par exemple, Elizabeth Carter, intellectuelle en vogue, membre éminent de la Blue Stockings Society, qui préfère Tom Jones à Clarissa, ou le ministre George Lyttleton, ami et protecteur de Fielding, dont la louange se répand dans les cafés littéraires et fait monter les ventes. L'architecture complexe et habile du roman ne reste pas inaperçue, y compris par ceux qui en blâment les manquements à la morale ; ainsi, se lit au même moment : « Il n'existe aucune œuvre de fiction présentant en son dénouement semblables phases de suspens si artistiquement ménagé, de si beaux agencements de moments surprenants, d'événements inattendus ou de découvertes, parfois gênantes, il est vrai, mais offrant toujours la promesse de catastrophes, tout cela concourant à l'heureuse cohérence de l'ensemble ». À l'époque romantique, Coleridge compte l'intrique de Tom Jones parmi « les trois plus parfaites ayant jamais été conçues » ; Stendhal, quant à lui, juge que Tom Jones est au roman ce que l'Illiade est à l'épopée, et Huxley le trouve, en effet, « odysséen ».
Aujourd'hui, les commentateurs se montrent surtout sensibles à la cohérence, l'unité et la symétrie de l'intrigue. M. C. Battestin en admire « la perfection artistique, la splendeur de l'architecture palladienne, le paradigme d'une vision augustéenne, un univers caractérisé par l'ordre et l'harmonie ». Dorothy Van Ghent loue elle aussi l'unité et la savante complexité dans lesquelles « les épisodes se trouvent, du début à la fin, intimement liés en leurs causes et leurs effets à une grande et unique action se déroulant selon un dessein cohérent ».

### Développement
Rien n'est laissé sans conclusion dans Tom Jones, le moindre détail, apparemment futile se révélant indispensable à la progression de l'histoire et les différents épisodes convergeant vers le même thème central, le conflit entre le masque et la personne, l'apparence et la réalité. Sur ce point, R. S. Crane note que « les intentions et les opinions divergentes d'un grand nombre de gens, qu'ils soient liés à la famille Western ou à celle d'Allworthy, sont conduites à coopérer pour placer sur le chemin de Tom de multiples chausse-trappes jusqu'à ce qu'il parvienne à l'ultime résolution ».
En effet, cette intrigue porte le lecteur d'un état de disharmonie et de disruption à un autre d'harmonie et d'union, entre lesquels, jalonnant le chemin, se dressent différentes épreuves et maints revers de fortune ; parallèle à cette ligne dominante, court aussi celle qui conduit d'une relative pauvreté à la grande richesse. Ces lignes ne sont pas droites mais, comme l'a remarqué Dorothy Van Ghent, concaves, ce qui, dit-elle, est propre à la comédie alors que la tragédie suit une courbe convexe. Dans Tom Jones, cela s'illustre tout particulièrement lorsque le héros est en butte à un « méchant » : le conflit se résorbe alors en un retournement de la fortune qui, selon Fielding, « fait rarement les choses à moitié », favorisant Tom et déjouant les plans de Blifil.
Tom Jones se divise naturellement en fonction des trois lieux où se déroule l'action : d'abord Paradise Hall, la demeure de Squire Allworthy dans le Somersetshire, puis la route et ses aventures, surtout dans l'auberge de Upton, nœud géographique de l'intrigue, enfin Londres, l'ultime étape où se rejoignent tous les protagonistes. Chaque division formelle est symétrique, six livres pour le début, six pour le milieu et six pour la fin. Les six premiers présentent la cause de l'action, les six qui suivent les conséquences de ces causes, et les six autres les événements, incidents et détails qui conduisent à la résolution.

#### Paradise Hall(de I, II à VII, 10)
Cette première section remplit trois fonctions : elle présente les protagonistes, initie et fait monter les conflits en puissance, instaure l'avènement et la confirmation de l'amour entre les héros de l'histoire, Sophia et Tom.
D'abord s'avance la famille Allworthy qui occupe les trois premiers chapitres, puis vient celle des Western auquel est consacré le quatrième. Dans le sillage des deux groupes, apparaissent les comparses qui s'avèreront bien utiles lors de l'ultime résolution, Partridge et Jenny Jones. Deux conflits parallèles se mettent progressivement en place, avec pour acteurs Sophia et Tom qui s'aliènent de leur groupe initial.
En effet, Tom n'a de cesse de se heurter à la maisonnée du squire qui l'a recueilli, dans l'enfance (I, 3), comme dans l'adolescence (IV, 6, V, 10), impliquant tour à tour Molly Seagrim, Blifil, Thwackum et Square. S'ajoutent à ces tensions des difficultés l'opposant directement au squire, incidents mineurs d'abord (III, 8, IV, 11), enfin le clash (VI, 11) conduisant au renvoi du jeune homme. Greffé sur le premier, surgit un nouveau conflit, cette fois entre Tom et Squire Western (VI, 7) dont Sophia est l'enjeu. D'aileurs, Sophia se coupe trè!s vite de son père (VI, 5,7) et de sa tante (VII, 5), lorsque se dessine le projet d'un mariage avec Blifil. Ces heurts conduisent à sa fuite, aidée par sa servante Honours, pour chercher refuge à Londres.
À ce point de l'histoire, le héros aussi bien que l'héroïne ont quitté la matrice familiale. C'est alors que, non sans vicissitudes, naît chez l'un et grandit chez l'autre l'amour qui les unira, évolution que jalonnent différents épisodes et qui culmine en la reconnaissance réciproque de leurs sentiments décrite par la scène de leur rendez-vous près de l'étang. Chacun de ces jalons se manifeste par un objet ou incident emblématique, l'oiseau en IV, 3, le manchon en IV, 4, Black George en IV, 5, l'accident de chasse en IV, 12, p. 191, ce dernier illustrant, si besoin était, la bravoure du héros (IV, 13). L'épisode concernant la relation entre Tom et Molly Seagrim se réduit à révéler la progression de l'amour dans le cœur de Sophia qui prend conscience de ce qu'elle appelle elle-même « sa malheureuse passion ».
À la fin de la première partie, les jeunes héros ont quitté le Somersetshire, le premier chassé par l'angélisme de Squire Allworthy, si facilement manipulé par Blifil, la seconde par le projet d'union avec ce même Blifil qui se profile ainsi comme l'un des principaux agents de la destinée.

#### Les aventures de la route (de VII, 10 à XIII, 2)

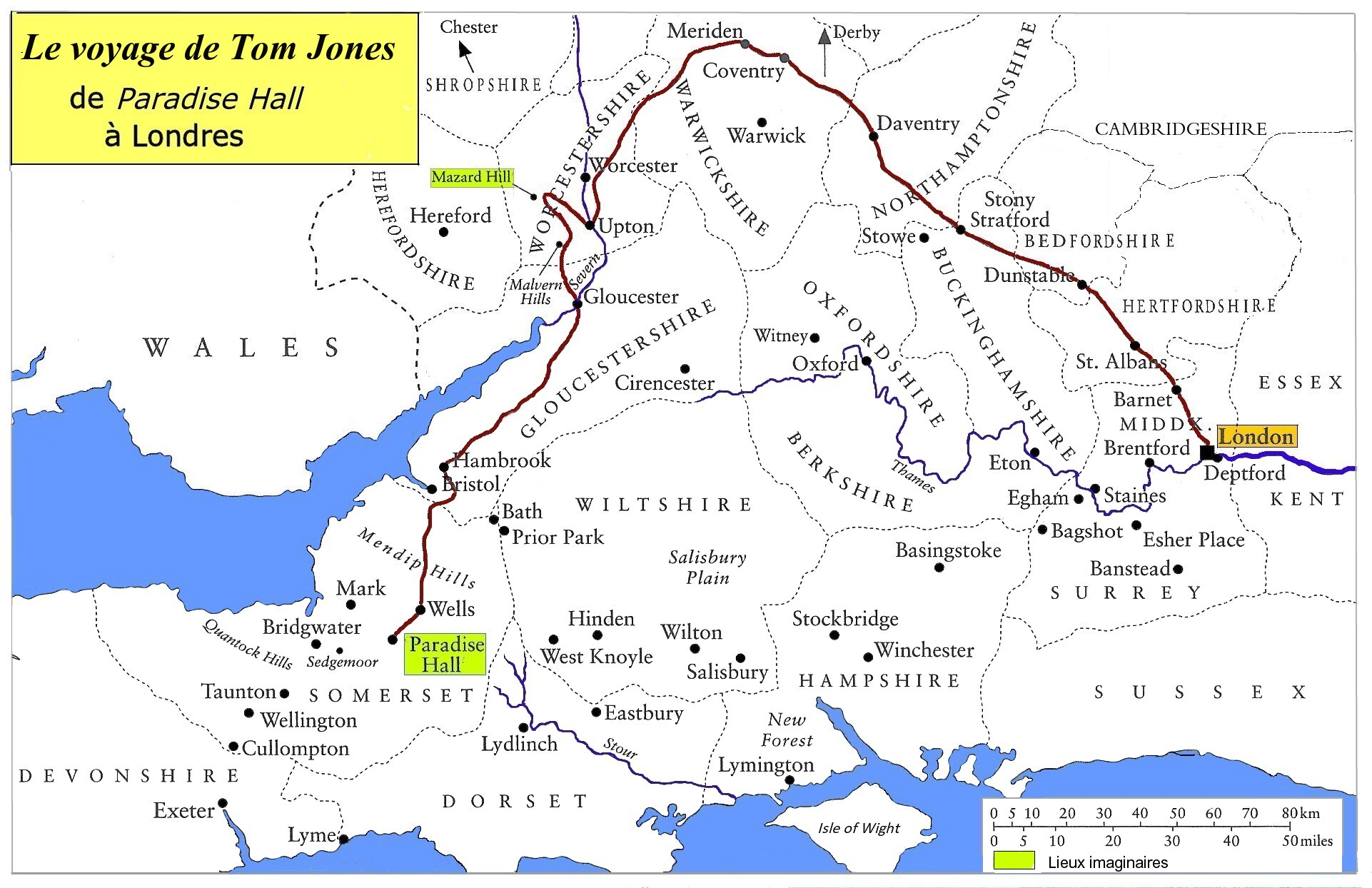
Itinéraire emprunté par Tom Jones lors de son voyage du Somersetshire à Londres

Voici la partie la plus riche en incidents, conçue selon la tradition de Cervantes lâchant sur les grands chemins le couple Don Quichotte et Sancho Panza dont Tom et Partridge, après bien d'autres, deviennent les héritiers. Fielding utilise tout le bric-à-brac picaresque des aventures liées au voyage, scènes de nuit, auberges, bagarres ou rencontres édifiantes, etc., la plupart survenant sur la route de Bristol, puis à Gloucester et surtout à l'auberge d'Upton (Upton Inn) qui est, en quelque sorte, « le centre mathématique du roman ».
Fidèle à la tradition picaresque, cette deuxième partie fait un ample usage de la satire, sociale, politique ou religieuse, particulièrement lorsque Tom et Partridge rencontrent des aubergistes (X, 3), des soldats (VIII), des hommes de loi (VIII, 8), des apothicaires (VIII, 3). Elle comprend aussi deux histoires intercalées, apparemment peu reliées au thème central, celle de « l'Homme de la colline » et l'histoire de la vie de Mrs Fitzpatrick (XI, 3,7), de même que deux chapitres à première vue indépendants, l'un consacré au marionnettiste (XII, 5), l'autre aux gitans (XII, 12).
En réalité, derrière ces digressions qui ressemblent à des parenthèses, se cache l'un des thèmes principaux du roman, l'hostilité de la Providence qui reporte sans cesse la révélation de l'identité du héros, les personnages susceptibles de le faire, Partridge, Mrs Waters et Jenny Jones, se manquant chaque fois de peu. De plus, Tom est priv par un malheureux concours de circonstances de sa rencontre tant espérée avec Sophia qui, victime des apparences, se trompe du tout au tout lors de sa relation avec Mrs Waters (X, 5).

#### Londres (de XIII, 2 à XVIII)

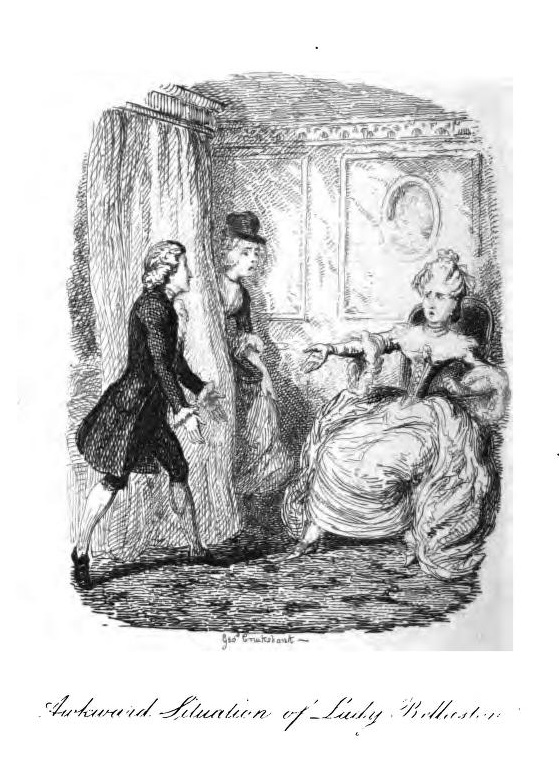
Lady Bellaston surprise de découvrir qu'une femme était cachée dans la chambre où elle est venue rejoindre Tom (George Cruikshank).

Cette troisième section entraîne le lecteur dans le monde nouveau de la capitale et de ses cercles les plus huppés, lieux d'intrigue et de relâchement moral, surtout représentés par Lady Bellaston et Lord Fellamar.
Puisque Tom est inexpérimenté et s'avère une proie facile pour les manipulations de Lady Bellaston, son avenir paraît plus que jamais s'assombrir. Il voit s'éloigner, du moins temporairement, l'amour de Sophia et, lors de son duel avec Fitzpatrick, n'est pas loin de perdre la vie. Une fois de plus, il est victime des apparences, ce qui illustre à nouveau le thème central du roman : le voici qui passe désormais pour un roué et un imposteur, voire un meurtrier, alors que le lecteur, que Fielding éclaire sans cesse, sait bien qu'au contraire, il est pétri de bienveillance et de générosité, comme en témoignent, s'il en était besoin, les épisodes de Mrs Miller et de Nightingale.
Cependant, cette troisième partie amorce la résolution de l'intrigue, car pour la première fois, sont désormais rassemblés auprès de Squire Allworthy tous les personnages détenteurs du secret de Bridget et au courant de la vilenie de Blifil. Ainsi se présentent soudain de nouveaux éléments pour rendre justice au héros : le témoignage de Mrs Miller, la lettre de Square, la révélation de Dowling concernant la lettre de Bridget, la véritable signification de l'offre de mariage à Lady Bellaston.
De cette séquence d'événements serrée se dégage la subtilité d'une intrique puissamment élaborée, chaque petit détail en apparence insignifiant s'avérant in fine essentiel pour démêler l'écheveau. Comme l'explique Dorothy Van Ghent, « tous les épisodes sont, du début à la fin, tissés dans une unique et vaste action »,, à l'architecture complexe mais équilibrée, symétrie et cohérence se dégageant de certains procédés structuraux qui illustrent les thèmes de base du roman tout entier.

### Procédés structuraux
C'est un cliché que de rappeler la dette que Fielding a envers l'esthétique du théâtre. Lorsqu'il s'est intéressé au roman, il avait déjà une longue et fructuesuse carrière de dramaturge derrière lui, ce qui explique sa propension naturelle à faire appel à de procédés scéniques qui lui étaient familiers.
Une lecture approfondie de Tom Jones révèle en effet l'usage systématique d'oppositions, d'analogies, de parallèles, de répétitions, de renversements, autant de procédés affectant les personnages, les scènes, le plus souvent les deux à la fois. Ainsi l'opposition s'installant entre les groupes Allworthy et Western, Tom et Blifil, ou entre Sophia et Molly, voire entre Lady Bellaston et Mrs Waters. De même s'affiche, souvent ironiquement, le parallèle de scènes au schéma récurrent, Square dans la mansarde de Molly et Lady Bellaston dans la chambre de Tom, les duels entre Tom et Northerton, puis Fitzpatrick, la générosité de Tom envers Anderson et celle de Lady Bellaston à l'égard de Tom, la rencontre de Tom avec le quaker déplorant la fuite de sa fille avec son amoureux et la situation de Tom, lui-même victime de la tyrannie de squire Western ; parallèle enfin entre objets ou personnes apparaissant, puis disparaissant aux moments cruciaux, le manchon de Sophie, son carnet, Dowling jouant les diables à ressort, autant d'éléments structuraux ou thématiques constituants de l'équilibre général.
Car l'arsenal utilisé dépasse la répétition mécanique de recettes éprouvées, faisant sourdre en deçà d'effets le plus souvent comiques, une série de thèmes nourrissant la substance même du livre, l'opposition entre nature et masque, bienveillance et hypocrisie égoïste, à quoi s'ajoute le leitmotiv de la prudence, maintes fois répété ; puis, greffés sur cette souche, les thèmes secondaires du contraste entre ville et campagne, gens de basse et de haute extraction, médiocrité et authentique distinction, etc.
Ainsi, de la même façon que Joseph Andrews peut s'interpréter comme un pèlerinage moral du héros chrétien sur les terres arides de l'égoïsme et de l'hypocrisie, Tom Jones se lit comme la fable d'un voyage de même nature, quoique moins auréolé de références religieuses, de l'étourderie fantasque (folly) et du manque de prudence à la conquête d'une certaine sagesse conduisant in fine au bonheur. Cependant, rien n'est formulé directement, chaque nuance s'ajoutant à l'autre pour ériger le monument final

### Le problème du temps dansTom Jones
« Dans chaque roman se trouve une pendule. Il se peut que l'auteur ait sa pendule en horreur. Dans Les Hauts de Hurlevent, Emily Brontë a essayé de cacher la sienne. Dans Tristram Shandy, Sterne l'a retournée à l'envers. Encore plus angélique, Proust n'a cessé de faire bouger les aiguilles pour qu'au même moment son héros reçoive sa maîtresse à dîner et joue à la balle avec sa nourrice dans le parc ».
Loin d'imiter les écrivains cités par Forster, Fielding ne cache ni ne manipule sa pendule dans Tom Jones, lui prêtant au contraire la plus grande attention, veillant à l'enchaînement des événements, à l'accélération ou le ralentissement du tempo, scrupuleux - et en cela, sans doute un pionnier -, au point de théoriser sur le problème du temps dans le roman qu'il est en train d'écrire.
Tout d'abord, il s'affirme libéré de la tyrannie du temps à laquelle se soumet « le lourd et diffus historien qui, pour conserver la régularité de ses dates, donne autant de place aux détails de mois et d'années qui n'offrent rien de remarquable, qu'à la description des époques célèbres où les plus grandes scènes se sont passées sur le théâtre du monde ». À l'inverse du chroniqueur, le romancier qu'il est s'octroie « la liberté de faire toutes les lois qu'il [lui] plaît, et que ses lecteurs, qu'[il] considère comme ses sujets, sont tenus d'observer ». Aussi ne propose-t-il pas l'histoire chronologique de la vie de son héros, sautant des périodes jugée sans intérêt, si bien que s'instaure un décalage entre le temps du discours et celui de l'histoire : un seul jour peut occuper plusieurs chapitres et quelques années se trouver confinées à quelques lignes. De ces escapades loin de l'usage, l'auteur prévient son lecteur qui ne doit pas être surpris que « [l']histoire paraisse tantôt sommeiller, tantôt avoir des ailes ».
En cela, Fielding se démarque de ses contemporains tels Daniel Defoe ou Samuel Richardson. Dans Moll Flanders, le calendrier se voit scrupuleusement suivi et Pamela relate jour après jour les incidents de la vie quotidienne, parfois les plus minimes, alors que dans Tom Jones, le temps de la narration n'adhère pas forcément au temps narré, offrant ainsi au lecteur des déformations affectant la chronologie comme la durée.

#### Chronologie dansTom Jones

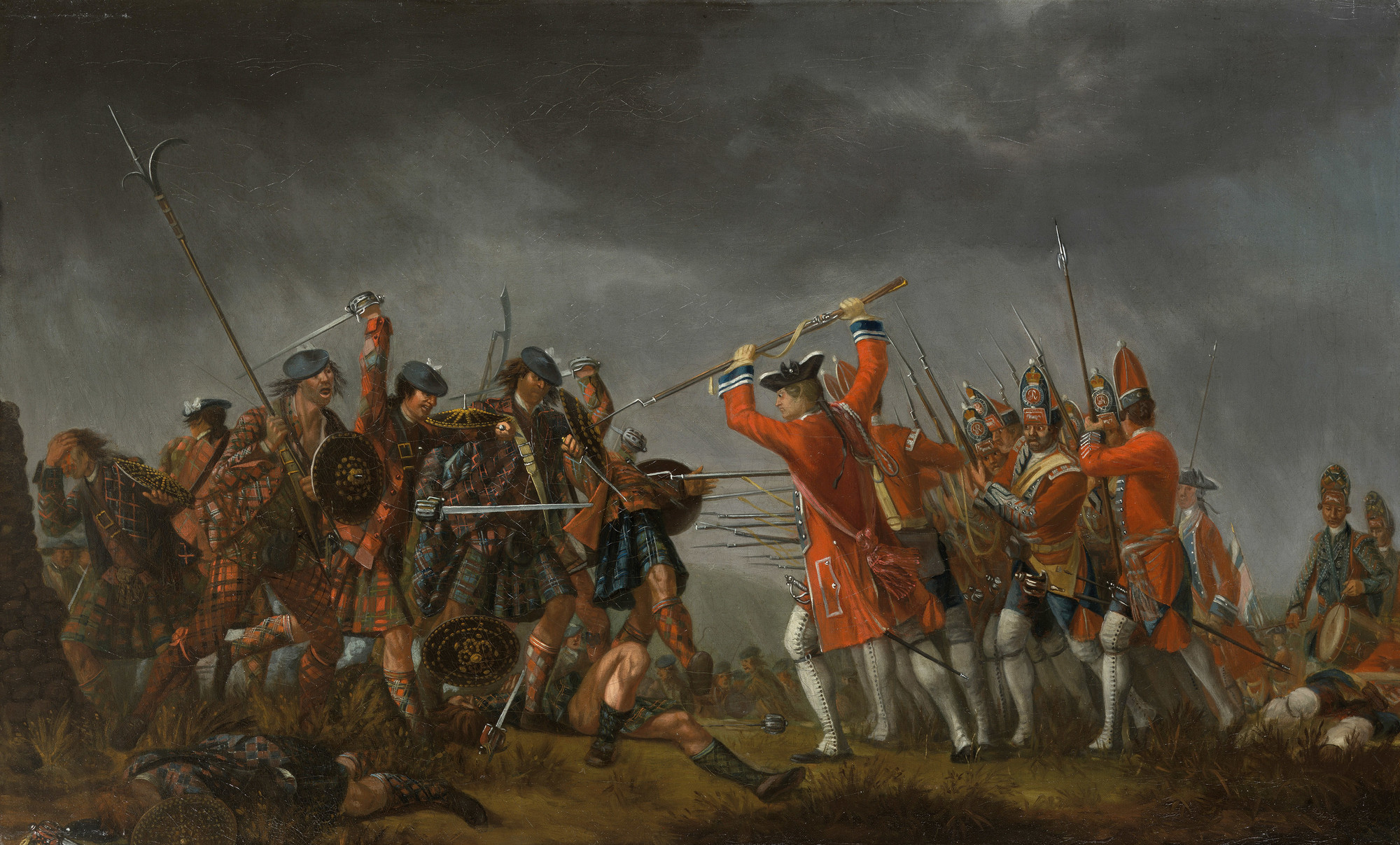
Bataille de Culloden scellant la victoire gouvernementale lors de la seconde rébellion jacobite, par David Morier.

En général, la critique n'a qu'éloges pour la rigueur chronologique du roman, chaque livre précisant au jour près la période concernée, une année au livre IV, douze jours au livre XIII, etc. De même, les allées et venues du protagoniste sont habilement minutées de façon à ménager ou éviter des rencontres : par exemple, les vingt-quatre heures passées à l'auberge d'Upton se déroulent selon une savante chorégraphie et l'itinéraire de Tom d'Upton à Londres est noté au jour le jour, avec chaque événement précisément daté ou repérable par les allusions historiques et les références du calendrier. Ainsi, la rencontre avec « L'Homme sur la colline » se situe en pleine rébellion jacobite et à la lueur d'une pleine lune.

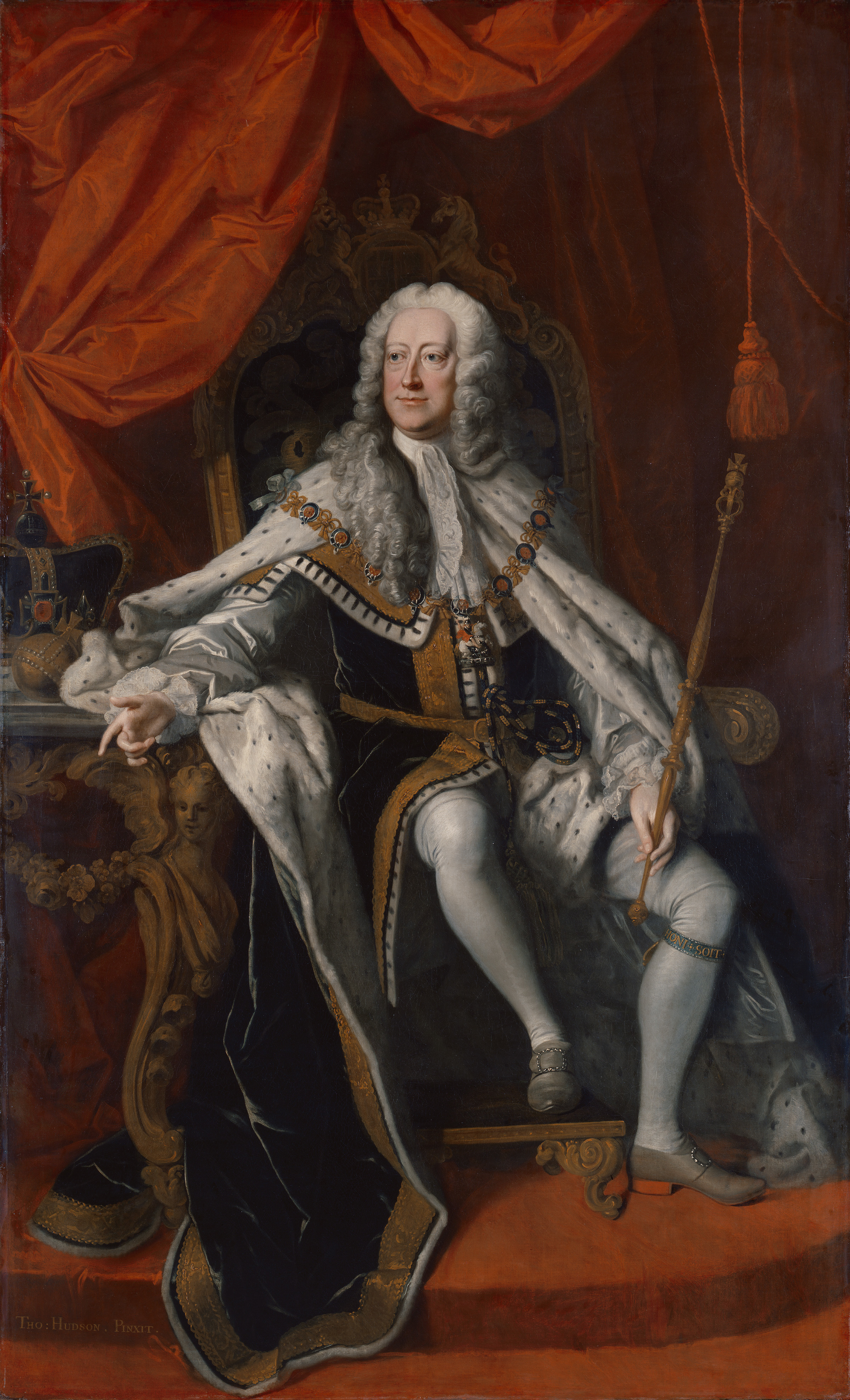
George II

Fielding place en effet son roman sous le règne de George II, mais en ancre aussi le récit dans ce qu'Ehrenpreis a appelé « la chronologie externe », d'où les pages consacrées à la rébellion en Écosse qui a fait rage de novembre à décembre 1745, les remarques concernant les penchants jacobites de Partridge, particulièrement au deuxième chapitre du livre XI, ou encore la méprise concernant Sophia, qu'on croit être une princesse en route pour le nord. Cette technique est héritée de Defoe dans Moll Flanders, encore que les souvenirs de l'héroïne y soient parfois ternis par la distance narrative, puisqu'elle s'exprime à la première personne quelque soixante ans après les faits.
Dans Tom Jones existent certaines ruptures temporelles, le plus souvent analeptiques ou, au contraire, proleptiques ; dans le premier cas, le lecteur se voit reporté vers l'arrière par des flashbacks, et dans le second, il est informé à l'avance d'événements non encore accomplis. Lorsque le mouvement est analeptique, alors que forcément, le narrateur est au courant de la suite, jamais il n'est autorisé à y faire la moindre allusion, comme si le morceau de passé détaché restait inviolable. En revanche, Fielding se permet au moins une allusion alléchante, car elle informe le narrateur et, au-delà le lecteur, tout en imposant subtilement son autorité d'auteur : concernant la véritable nature d'un personnage et même d'un incident à venir, il prend la parole et s'amuse à jouer au chat et à la souris, en disant assez pour éveiller la curiosité, mais pas assez pour la satisfaire. C'est-là un dialogue masqué où se distingue en creux la réaction de l'interlocuteur : « Quoique je l'aie appelé le pauvre Partridge, je désire que le lecteur attribue cette épithète à mon naturel compatissant et de n'en rien conclure en faveur de son innocence. S'il est innocent ou coupable, c'est ce qu'on saura par la suite, mais si la muse de l'histoire m'a confié quelques-uns de ses secrets, je ne me permettrai certainement pas de les divulguer avant d'en avoir reçu la permission. Ici donc, le lecteur doit suspendre sa curiosité. » Le jeu narratif est complexe ici, car l'auteur oblige le narrateur à rapporter des paroles qui s'adressent à lui sous le couvert du lecteur qui, à son tour, bénéficie par ce double intermédiaire des diktats du maître et apprend sa leçon,,. Ainsi, Tom Jones ne contient des références au passé que lorsqu'elles s'avèrent absolument nécessaires à la compréhension des réactions et des attitudes d'un personnage et, en particulier, du protagoniste : alors, le récit des événements présents fait une pause, l'analepse prenant le relais dans la séquence narrative pour apporter l'explication manquante.
Parfois, le retour analeptique s'avère crucial pour le lecteur, par exemple lors de l'épisode de l'oiseau, narré au chapitre intitulé « Dans lequel l'histoire rétrograde et rappelle un incident arrivé quelques années auparavant, et qui, tout futile qu'il paraît, eut pourtant quelques conséquences », qui éclaire l'attitude de Sophia envers Blifil et, en fait, détermine le reste de l'histoire. Il en est de même avec le retour en arrière informant le lecteur de la lettre adressée par Mrs Fitzpatrick à Mrs Deborah Western : « Le lecteur est obligé […] de digérer des apparitions plus inexplicables […] sans qu'on lui en explique la cause. Cependant, comme nous aimons à l'obliger autant qu'il est en notre pouvoir, nous allons lui apprendre comment l'écuyer campagnard était parvenu à découvrir sa fille. Dans le troisième chapitre du treizième livre, nous avons donné à entendre, car il n'est pas dans nos habitudes de dire jamais plus qu'il n'est nécessaire, que Mrs Fitzpatrick, qui désirait vivement se réconcilier avec son oncle et sa tante Western en empêchant Sophia sa cousine de commettre la faute qui avait attiré sur elle-même le courroux de sa famille. Après bien des réflexions, elle résolut donc d'informer sa tante Western de la demeure de Sophia, et lui écrivit la lettre suivante ». Ainsi, le flashback opère une pause dans la chronologie, ce qui permet au lecteur de rétablir le lien entre cause et effet, et il arrive même que pour accentuer ce dernier, certains incidents antérieurs au roman soient intégrés à sa trame longtemps avant qu'ils se soient déroulés.
Fielding fait également usage de la paralipse,,, un procédé relevant de la réticence, consistant à retenir l'information, Il peut s'agir d'éléments primordiaux pour l'intrigue, tel le secret de Bridget Allworthy, ou d'autres, en apparence moins importants, mais eux aussi créateurs d'attente, façon de tenir le lecteur en haleine, de tester son attention, souvent prise en défaut, ou de le surprendre, voire de le désarçonner. Par exemple, la même Bridget est évidemment attirée par…, on ne sait encore ; et sa relation avec Jenny Jones reste floue. Il y a là un jeu narratif très proche de la prolepse, puisque après tout, insinue le narrateur, le lecteur pourrait faire preuve de plus de perspicacité et ne pas se laisser ainsi piéger par celui-là même qui est censé l'informer de tout et à qui, en somme, il convient de ne pas faire une si aveugle confiance ; d'autant qu'en d'autres occasions, Fielding manipule les faits de façon encore plus catégorique : ainsi, la faiblesse de Square pour les charmes de Molly est totalement oblitérée, le narrateur révélant que le philosophe l'avait remarquée à l'église bien plus tard, alors qu'il se trouve dans la chambre de la jeune fille, ce qui, insinue-t-il, ne saurait avoir rien de si surprenant. Ici, le narrateur s'abrite ironiquement derrière le « silence » et la « discrétion » du personnage, c'est-à-dire, son hypocrisie, pour justifier sa soi-disant « omission »,.
Dans l'ensemble, Tom Jones ne présente que très peu d'anachronismes, Fielding veillant scrupuleusement à la séquence chronologique, se servant de l'analepse pour souligner la relation entre cause et effet, si bien qu'in fine, rien n'est laissé sans explication, et aussi de la paralipse afin de donner libre cours au suspense et à l'humour.

#### Durée dansTom Jones
Dans le roman, le sens de la durée est créé par les variations du tempo narratif, puisqu'il n'existe aucune coïncidence entre le temps de la narration (la structure temporelle du récit), et le temps narré (la période couverte par ce récit). La correspondance absolue entre la durée de l'histoire et celle du récit étant, par définition, esthétiquement impossible, demeurent les changements et variations de rythme, ce dont Fielding a pleinement conscience lorsqu'il écrit que son « histoire semble parfois faire du surplace et ailleurs prendre son envol ».
La répartition en livres, puis en chapitres, montre que chacun est très scrupuleusement délimité dans sa durée. Par exemple, le livre III annonce qu'il couvre trois jours, le huitième deux jours, etc. Stricto sensu, de I, II à VI, XI, vingt-et-un jours se sont écoulés ; de VI, XII à XII, XIV, dix jours, de XIII, II à XVIII, XIII, vingt-quatre jours. Le chapitre XII du sixième livre couvre deux jours, le treizième du livre XVIII six jours, et l'épisode de l'auberge d'Upton, qui s'étale de IX, III à X, VII, soit sur neuf chapitres, dure vingt-quatre heures.
Pour compresser, élargir ou suivre le temps historique, Fielding use de plusieurs procédés, d'abord l'ellipse, lorsque rien de saillant n'est à rapporter, une phrase suffisant alors pour condenser plusieurs années. Cette figure de style, parfois appelée « brachylogie », apparaît surtout dans la première partie de Tom Jones, alors que le héros grandit à Paradise Hall, tandis que plus avant, rares sont les omissions relatives au passage du temps ; autre technique, d'ailleurs très proche, le résumé en quelques paragraphes de plusieurs mois ou années : par exemple, deux pages du livre II suffisent à couvrir une multitude d'incidents et d'attitudes pourtant importants, la naissance de Blifil et la répugnance qu'éprouve son père à ce qu'il soit élevé avec Tom.
Les résumés de Fielding ne se cantonnent pas aux faits, car ils sont l'occasion de commentaires, de digressions, d'apostrophes, voire d'invocations à l'adresse du lecteur. De plus, les paragraphes servant d'introduction à une scène parlée ne restent pas longtemps factuels et se chargent vite d'une succession d'insinuations humoristiques, de remarques philosophiques, si bien qu'ils deviennent plus qu'un simple dialogue. Sur ce point, la technique de Fielding diffère de celle de Defoe qui, dans Moll Flanders par exemple, assortit chaque prise de parole d'inévitables « dit-il » ou « dis-je », procédé tendant à reproduire autant que faire se peut une conversation ordinaire.
Aussi existe-t-il une grande variété dans les scènes parlées de Tom Jones, depuis l'ardente vivacité des échanges entre Sophia et Squire Western, jusqu'à la calme densité des rencontres entre Tom et Squire Allworthy ou Sophia. Chaque fois, Fielding en contrôle le déroulement, en ralentit le tempo par quelques saillies humoristiques ou des digressions sur, par exemple, les réactions du protagoniste, ou alors l'accélère comme un chef impulse la mesure de loin à l'orchestre au fur et à mesure de son interprétation.

### Le point de vue et la voix
Émanant de la même instance, le point de vue et la voix peuvent rester l'apanage du narrateur, mais aussi se déléguer selon l'occasion, à un ou plusieurs personnages, à une présence supérieure, etc., tant sont infinis les choix mis à la disposition de l'auteur.

#### Le point de vue
La métaphore de Henry James sur les fenêtres de la maison de la fiction illustre le problème posé lorsqu'est analysée la question du point de vue et de la voix dans Tom Jones :
« En somme, ce n'est pas une fenêtre qu'a la maison de la fiction, mais un million ou plutôt la possibilité d'un si grand nombre qu'il serait vain de le calculer ; chacune d'elles a été percée dans la vaste façade ou est susceptible de l'être, par la nécessité d'une vision et sous la pression d'une volonté individuelle. Ces évasures, toutes de taille et de forme différentes, ont vue sur la race humaine et nous attendrions d'elles qu'elles en rendent compte de façon uniforme, tant il est vrai qu'au mieux, ce ne sont que des trous dans un mur inerte, haut perchés et sans lien avec le monde, pas même des portes bien scellées donnant directement sur la vie. Cependant, et c'est leur marque distinctive, toutes sont dotées de deux yeux ou au moins d'une paire de jumelles, instruments d'observation fort précieux qui, bien que multipliés à l'infini, offrent chacun à leur utilisateur une perception différente de celle de l'autre »,.
La mention des jumelles de vue implique le rapprochement possible et renvoie à la notion de distance, ou, en termes narratifs, de distanciation, c'est-à-dire que le narrateur se positionne par rapport à son récit, proche ou lointain, impliqué ou indifférent, en son cœur ou le survolant. De ces variations dépendent le choix du discours narratif et de sa focalisation.

##### Le discours narratif
Le narrateur dispose de plusieurs types de discours, le discours narrativisé où paroles, pensées et sentiments sont résumés par les mots de l'auteur, le style indirect lorsque ces mêmes éléments sont présentés par un verbe tel que « penser » ou « dire », enfin le style indirect libre, surtout en usage dans les scènes comiques ou au contraire dramatiques, relayant le flux de conscience du personnage.
Tom Jones fait appel à toute cette panoplie, mais en la modulant selon les circonstances, passant d'un discours à l'autre sans préavis. En fait, le narrateur à la troisième personne garde la haute main sur les personnages, surtout sur le héros, dont il filtre les pensées, encore que, mais très rarement, il lâche la bride et le laisse à sa méditation, par exemple lorsque Tom est sur le point de quitter le manoir de Squire Allworthy et sa bien-aimée Sophia. S'opère alors un subtil glissement du discours narrativisé vers le discours indirect libre, les deux à la troisième personne, enfin, enchâssée à divers endroits entre les deux, une série de questions à la première. Alors, la distance séparant le narrateur du héros s'amenuise peu à peu, puis disparaît et ne reste en scène que ce moi désespéré qui clame, semble-t-il librement mais pour un temps déterminé, son angoisse et son chagrin en un véritable soliloque dramatique.
Il est en effet extrêmement rare que Fielding laisse ses personnages s'exprimer ou dialoguer sans intervenir, surtout que s'affiche sans cesse sa volonté d'éviter les dérives tragiques, sentimentales ou mélodramatiques, comme en témoigne le titre du chapitre VII du dix-septième livre, qui prévient la surprise du lecteur en affichant le pathétique de la scène à venir : « Scène pathétique entre Mr Allworthy et Mrs Miller ». En cela, il implique insidieusement ce lecteur, ici traité avec déférence mais placé devant le fait accompli, ailleurs mis en demeure d'adhérer au mode d'expression, tantôt cajolé, tantôt réprimandé, souvent pris à témoin, devenu peu à peu et comme malgré lui complice, voire disciple et ami.

##### L'angle de perception (narrative focus)

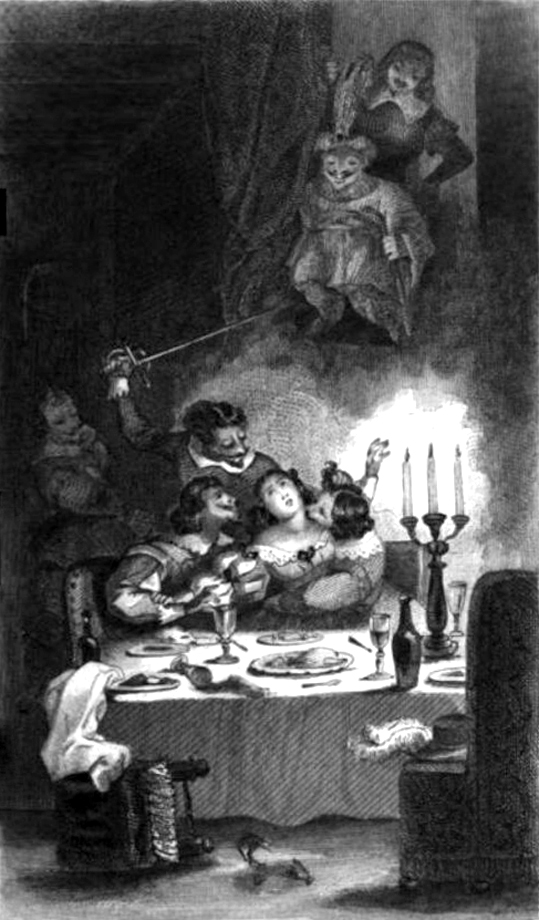
Asmodée et Leandro observant une scène familiale après être passés par la cheminée (Le Diable boiteux).

Tom Jones présente un narrateur à la fois extradiégétique, c'est-à-dire n'appartenant pas à l'histoire racontée, et homodiégétique, puisqu'il intervient directement dans son récit, à la première personne mais sans pour autant être un personnage de la diégèse, dont l'œil est partout et perçoit chaque chose. Omniscient et clairvoyant, selon la terminologie de Gérard Genette, il est le maître absolu des faits et gestes des personnages, entre dans leur conscience comme Asmodée se glisse dans les maisons, et aucun secret ne lui échappe, non plus qu'au lecteur, si tant est qu'il veuille bien les partager avec lui. Il s'agit donc d'un cas de focalisation zéro ou d'absence de focalisation, le réel n'étant jamais perçu à travers un seul personnage s'exprimant à la première personne, comme dans Moll Flanders qui relève de la focalisation interne, ou plusieurs d'entre eux à la façon de Humphrey Clinkers, cas de focalisation interne multiple.
Ainsi, le narrateur de Fielding jouit de prérogatives divines, savoir supérieur, sagesse souveraine, point de vue ironique que confère la distance. Grâce à cette suzeraineté, le monde présenté ne comporte aucune ambiguïté ; il est en somme plutôt rassurant, à l'image de celui qui le fabrique tout en le narrant. Dans la mesure où il en sait toujours plus que les personnages, il sélectionne à loisir ses descriptions, les assortit ou non d'un commentaire, présenté comme s'il était neutre, objectif, indifférent même. Parfois, cependant, il s'amuse à rassembler en quelques paragraphes l'éventail grand ouvert des possibilités narratives à sa disposition, se plaçant à l'extérieur, entrant et sortant, s'immisçant dans les consciences, puis s'en échappant, etc..
L'exemple d'une entrevue cruciale entre Mr Allworthy et Miss Bridget dès les débuts du roman est sur ce point significatif :
« The usual compliments having passed between Mr Allworthy and Miss Bridget, and the tea being poured out, he summoned Mrs Wilkins, and told his sister he had a present for her, for which she thanked him, — imagining, I suppose, it had been a gown, or some ornament for her person. Indeed, he very often made her such presents ; and she, in complaisance to him, spent much time in adorning herself. I say in complaisance to him, because she always expressed the greatest contempt for dress, and for those ladies who made it their study.
But if such was her expectation, how was she disappointed when Mrs Wilkins,according to the order she had received from her master, produced the little infant ! Great surprises, as hath been observed, are apt to be silent ; and so was Miss Bridget, till her brother began, and told her the whole story, which, as the reader knows it already, we shall not repeat. »
« Après les compliments d'usage entre le frère et la sœur, et quand le thé fut versé, Mr Allworthy envoya chercher Mrs Wilkins, et dit à sa sœur qu'il avait un présent à lui faire. Elle l'en remercia, s'imaginant sans doute que c'était une robe ou quelque bijou ; car il lui faisait souvent des cadeaux de cette nature ; aussi pour lui plaire, elle passait beaucoup de temps à sa toilette. Je dis, pour lui plaire, car elle affectait toujours un grand mépris de la parure, et des femmes qui en faisaient une étude.

Mais, si telle était son attente, combien elle fut désappointée quand Mrs Wilkins, suivant l'ordre qu'elle avait reçu de son maître, apporta le petit enfant ! Les grandes surprises, comme on l'a remarqué, sont muettes ; et ce fut ce qui arriva à Miss Bridget, tandis que son frère lui racontait toute l'histoire, que nous ne répéterons pas, attendu que le lecteur la sait déjà. »
Ici, les interprétations du narrateur renforcent ou déterminent le sens des descriptions objectives. Les trois premières lignes sont sans doute fidèles à la réalité des faits narrés, mais le « Elle l'en remercia » s'avère à la fois véridique et trompeur, le narrateur spéculant sur le passé des désirs de la dame et révélant la coutume de la maisonnée. Puis vient la courte digression sur le prétendu mépris de la toilette et de ses adeptes. Est donc maintenant sous-entendu le caractère factice du remerciement, obligé par le savoir-vivre mais modéré dans son expression pour ne pas forcer la dose. D'où l'impact encore plus accentué du silence qui suit lorsque paraît le cadeau annoncé, mis pudiquement sur le compte de la « grande surprise », de celles qui laissent muet de saisissement, mais les deux dernières lignes rétablissent la nature des choses ; le jeu de rôles et de dupes est dénoncé et le lecteur, désormais en état de supériorité, comprend ce que le narrateur sait depuis toujours - et avec lui, la dame concernée, les véritables raisons de tant de réticence et d'humilité.

#### La voix
Le sentiment d'omniscience rassurante qui se dégage de Tom Jones est dû à une présence constante dans le récit, à ses commentaires, ses apartés, bref sa voix. Se pose alors la question, répondant au « Qui voit ? » du point de vue, du « Qui parle ? » de la voix.

##### Le narrateur ou l'auteur?
Si dans Moll Flanders, le narrateur n'est pas Defoe mais le personnage ; si la distance entre auteur et narrateur varie, comme dans les ouvrages consacrés à Jonathan Wild où aucun ne partage les mêmes valeurs morales ; si même le narrateur s'éloigne peu ou prou des normes du lecteur, comme on le voit dans Les Voyages de Gulliver où Swift se réfère à des croyances et des coutumes étrangères au XVIIIe siècle anglais, avec Tom Jones prévaut une sorte d'intimité entre ces deux instances, tant est fine, voire absente la distance qui les sépare.
De plus, Fielding écrit de telle façon que la voix du narrateur semble s'adresser à deux lecteurs, un intime et un étranger, le premier surpassant de loin de second en perspicacité (voir plus loin le traitement de l'ironie), mais la présence auctoriale veille à ce que ne s'instaure pas ce que Wayne Booth appelle crippling disagreement (« un désaccord paralysant ») entre l'instance narrative et celui qui la reçoit : « Bien que nous recevions le renfort de la rhétorique même dans des ouvrages fondés sur une norme faisant généralement consensus, le besoin s'en fait d'autant plus sentir quand se profile la possibilité d'un désaccord paralysant avec le lecteur »,. D'où ce sentiment de sécurité et d'ordre qui, associé à l'architecture d'une rigueur toute classique du dessein, contribue à la vision augustéenne de l'ensemble.

##### La présence du narrateur

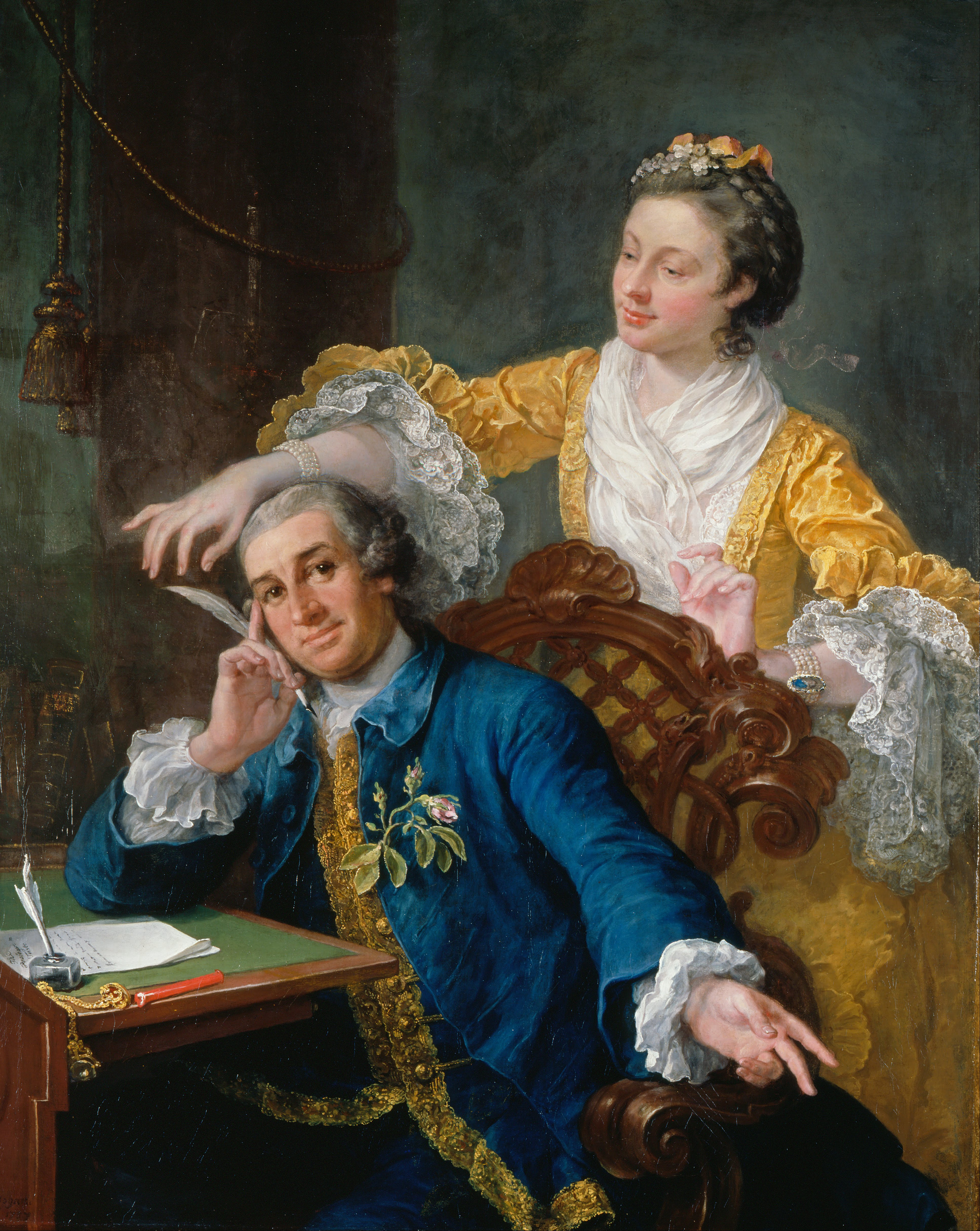
Garrick et son épouse, Eva Marie Veigel, par William Hogarth (Royal Collection, château de Windsor)

Dans Tom Jones, la complicité entre le lecteur et le narrateur est telle que ce dernier donne l'illusion de devenir, non plus une vague silhouette avec une voix, mais une personne réelle de plus en plus présente au fur et à mesure que se déroule le récit. D'ailleurs, Fielding lui-même commente cette relation au chapitre i du livre XVIII : « Nous avons parcouru tous les deux bien des pages, conduisons-nous donc l'un envers l'autre comme des voyageurs qui ont passé plusieurs jours ensemble dans la même voiture, et qui, malgré les petits dépits et les petites querelles qui peuvent les avoir brouillés pendant la route, oublient tout et deviennent joyeux au dernier relais »,.
Ainsi se découvre peu à peu l'auteur implicite, homme dans la quarantaine s'adressant à des lecteurs plutôt jeunes (III, vii), se datant par référence à ses amis, Hogarth (1697-1764) en particulier (II, iii), avec une certaine expérience du monde, connaissant la campagne et la vie rurale, mais aussi la capitale, ses rues, ses habitants et ses mœurs. C'est également un fin lettré avec des goûts littéraires bien arrêtés, une vaste culture classique, passionné de théâtre, aimant à lire les œuvres destinées à la scène et familiers des plus grands acteurs, surtout de Garrick. Socialement, il se situe dans la classe moyenne supérieure (upper middle class), non qu'il le précise directement, mais ce qu'il laisse entendre par ses références au parler vulgaire (lower tongue ou lower speech) qu'il déteste et aux gens de distinction (genteel people) qu'il fréquente et parfois décrit non sans ironie, en expert de la distinction de bon aloi (gentility). Peu à peu se construit aussi son profil émotionnel et moral, plutôt bienveillant et compatissant (a compassionate man) , « franc et pudique » (frank and modest), direct jusqu'à la brusquerie (blunt), ayant la flatterie en horreur, détestant le méthodisme, en définitive, ni vertueux ni sournois (neither virtuous nor devious), déférent envers le clergé (with respect to clergy), homme intègre en somme.

##### La fonction du narrateur

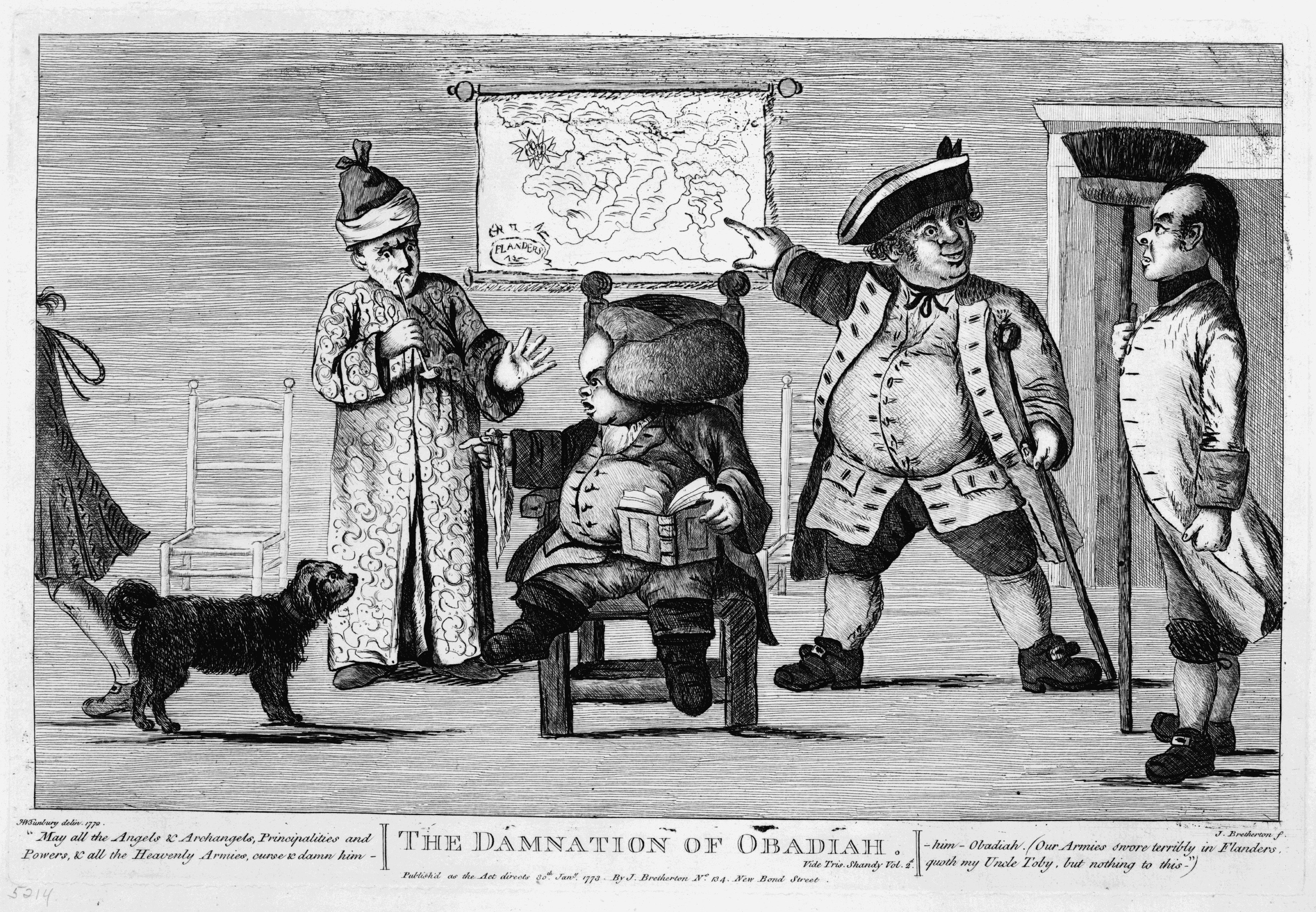
L'oncle Toby de Tristram Shandy, béquille sous l'épaule gauche, montre la carte des Flandres, par Henry William Bunbury (1750-1811).

L'intrusion de narrateur extra-diégétique dans l'univers diégétique instaure une distanciation comique, qu'elle soit ironique ou humoristique, manière de détruire l'illusion du réel tout en en créant l'effet, autrement dit de séparer par divers procédés métaleptiques le monde de la réalité de celui de la fiction. Cette intervention suscite de soudaines variations de niveaux narratifs, fréquentes dans certains romans du XVIIIe siècle, comme dans Tristram Shandy (1760) de Laurence Sterne où le réel et la fiction se rejoignent au point que le lecteur est prié de refermer la porte qu'Oncle Toby a laissé ouverte. Tom Jones se démarque cependant de cette dérive, le narrateur prenant bien soin d'imposer préalablement l'univers fictionnel par la division en livres et chapitres. Cette mise au point acquise, il s'octroie le droit de revenir sur des incidents déjà mentionnés, de mettre un terme à une scène sentimentale par discrétion, comme lorsque Tom et Sophia sont en tête-à-tête, ou de soulager son propos d'un surplus de matière jugé indigeste pour le lecteur moyen, etc.
De plus, le narrateur se donne une fonction idéolologique puisqu'il exprime ses convictions morales et ses réactions aux voies du monde. Il juge sans vergogne le fonctionnement de la justice, la valeur de l'éducation, l'efficacité de l'armée, et présente son opinion sur des sujets topiques tels que la rébellion jacobite de 1745. Ce qui prime, cependant, reste sa foi en la divine Providence qui ordonne le monde selon l'harmonie qu'en imitation, il donne à son livre, sans y laisser la moindre chance au hasard ni montrer d'effet sans en préciser la cause.

### Texte deTom Jones
- (en) Henry Fielding, Tom Jones, Harmondsworth, Penguin Editions, 1999, 976 p. (ISBN 978-0-14-043622-8), introduction et notes par Thomas Keymer et Alice Wakely, édition de référence.

### Traduction deTom Jonesen français
- Henry Fielding (trad. M. Defauconpret), Histoire de Tom Jones ou L'enfant trouvé, Paris, Club français du livre, 1967, 958 p., avec une préface de Gilbert Sigaux
- Histoire de Tom Jones, enfant trouvé, dans Henry Fielding, Romans, Gallimard, « Bibliothèque de la Pléiade », 1964, traduction et édition de Francis Ledoux

### Autres romans utilisés
- (en) Henry Fielding, Joseph Andrews, Mineola, New-York, Dover Publications, Inc., coll. « Dover Thrift Editions », 2001, 248 p. (ISBN 978-0-486-41588-8, lire en ligne)
- (en) Henry Fielding, Jonathan Wild, Oxford, Oxford World Classics, 2004, 352 p. (ISBN 0-19-280408-1)
- (en) Tobias Smollett, The Adventures of Roderick Random, Oxford, Oxford World Classics, 2008, 481 p. (ISBN 978-0-19-955234-4)

### Ouvrages généraux
- (fr) Gérard Genette, Figures III, Paris, Éditions du Seuil, coll. « Poétiques », 1972, 285 p. (ISBN 2-02-002039-4), « Discours du récit ».
- (en) Michael Stapleton, The Cambridge Guide to English Literature, Londres, Hamlyn, 1983, 993 p. (ISBN 0-600-33173-3).

### Ouvrages spécifiques
- (en) Irvin Ehrenpreis, Henry Fielding: Tom Jones, Londres, Edward Arnold (Publishers) Ltd, 1964, 77 p. (ISBN 0-7131-5097-1).
- (en) Ian Watt, The Rise of the Novel, Londres, Chatto and Windus, 1967, 319 p. (Chapitre VIII, consacré à Fielding).
- (en) Arnold Kettle, An Introduction to the English Novel, vol. 2, Hutchinson, Hutchinson University Library, 1951 (Plus particulièrement, part II, vol. 1, ch. 4).
- Louis Gondebeaud, Le roman picaresque anglais de 1650 à 1730, Lille, H. Champion, 1977 (Voir particulièrement p. 5-58).
- (en) Dorothy Van Ghent, The English Novel, Form and Function, Harper Trenchbooks, 1953, 276 p. (Voir particulièrement p. 65-81)
- (en) G. J. Raussen, Henry Fielding, Londres, Routledge and Kegan Paul, coll. « Profiles in Literature », 1968, 162 p..
- (fr) Christian Pons et Jean Dulck, Samuel Richardson (Pamela) et Henry Fielding (Joseph Andrews), Paris, Colin, coll. « U2 », 1970, 261 p.
- (en) John Richetti, Eighteenth Century Fiction, vol. 2, Londres, 1990, « The Old Order and the New Novel of the Mid-Eighteenth Century Fiction: Narrative Authority in Fielding and Smollett », p. 99-126.
- (en) Patricia Meyer Spacks, Desire and Truth : Fuctions of the Plot In Eighteenth-Century English Novels, Chicago, University of Chicago Press, 1990.
- (en) M. Johnson, Fielding's Art of Fiction, Philadelphia, PA 19104, University of Pennsylvania Press, 1961, 172 p.
- (en) H. K. Miller, Philological Quarterly, n° 45, Iowa City, University of Iowa, 1966, « Some Functions of Rhetoric in Tom Jones », p. 207-235.
- (en) R. Alter, 20th Century Interpretations of Tom jones, Upper Saddle River, New Jersey, Prentice Hall, Inc., 1968, « Fielding and the Uses of Style ».
- (en) George R. Levine, Henry Fielding and the Dry Mock : A Study of the Techniques of Irony in His Early Works, Boston, Walter de Gruyter, 1967, 160 p. (ISBN 3-11-103753-3)
- (en) Irvin Ehrenpreis, Henry Fielding: Tom Jones, Londres, Edward Arnold (Publishers) Ltd, 1964, 77 p. (ISBN 0-7131-5097-1).
- (en) Robert Alter, Fielding and the Nature of the Novel, Cambridge, MA 02138, Harvard University Press, 1968, 211 p.
- (en) E. H. Thornbury, Henry Fielding, Theory of the Comic Prose Epic, New Yotk, Russell and Russell, 1966, 201 p.
- (en) Andrew Mc Dowell, Language and Style, n° 6, New York, N.Y, Southern Illinois University at Carbondale; Queens College, 1973, « Fielding's Rendering of Speech in Joseph Andrews and Tom Jones », p. 83-96.
- (en) R. Paulson (éditeur), The Critical Heritage, Londres, Routledge and Kegan Paul, 1969, 453 p., « Henry Fielding ».
- (en) R. Paulson (éditeur), A Collection of Critical Essays, New Jersey, Prentice Hall, coll. « Twentieth Century Views », 1962, 185 p., « Fielding ».
- (en) M. C. Battestin, Twentieth Century Interpretations of Tom Jones, New Jersey, Prentice Hall, 1968, 119 p..
- (en) Neil Compton (éditeur), Casebook Series, Londres, Macmillan, 1970, 267 p., « Tom Jones ».
- (en) Louis Gondebeaud et Robert Ferrieux, Tom Jones, Pau et Perpignan, Université de Pau et des pays de l'Adour et Université de Perpignan Via Domitia, coll. « Cours de CAPES et d'Agrégation d'anglais », 1981, 104 p.
- (en) Ruth Nestvold, The History of Tom Jones, a Foundling, Introduction, 2001, « Ruth Nestvold » (consulté le 1er janvier 2015).

## Citations du texte original deTom Jones
1. ↑  « She was playing one of her father's favourite tunes, and he was leaning on her chair, when the muff fell over her fingers, and put her out. This so disconcerted the squire, that he snatched the muff from her, and with a hearty curse threw it into the fire. Sophia instantly started up, and with the utmost eagerness recovered it from the flames. »
2. ↑  « We are now, reader, arrived at the last stage of our long journey. As we have, therefore, travelled together through so many pages, let us behave to one another like fellow-travellers in a stage coach, who have passed several days in the company of each other; and who, notwithstanding any bickerings or little animosities which may have occurred on the road, generally make all up at last, and mount, for the last time, into their vehicle with chearfulness and good humour ».

## Citations originales des commentateurs
1. ↑  « all episides being from beginning to end woven into a vast and single action ».
2. ↑  « The house of fiction has in short not one window, but a million--a number of possible windows not to be reckoned, rather; everyone of which has been pierced, or is still pierceable, in its vast front, by the need of the individual vision and by the pressure of the individual will. These apertures, of dissimilar shape and size, hang so, all together, over the human scene that we might have expected of them a greater sameness of report than we find. They are but windows at the best, mere holes in a dead wall, disconnected, perched aloft; they are not hinged doors opening straight upon life. But they have this mark of their own that at each of them stands a figure with a pair of eyes, or at least with a field-glass, which forms, again and again, for observation, a unique instrument, insuring to the person making use of it an impression distinct from every other ».
3. ↑  « Though we find such reinforcing rhetoric even in works based on generally accepted norms, the need naturally increases whenever there is the likelihood of crippling disagreement with the reader »